# Bunuri mobile din domeniul documente clasate în patrimoniul cultural național al României aflate în județul Alba
Acestă listă conține bunurile mobile din domeniul documente clasate în Patrimoniul cultural național al României aflate la momentul clasării în județul Alba.

## Tezaur
| Foto | Informații generale | Detalii tehnice | Descriere | Deținător                             | Legături |
| ---- | --- | --- | --- | ------------------------------------- | -------- |
|      | Documentele Unirii din 1 Decembrie 1918, vol. I Autor: Comunități transilvane, organizații, societăți culturale naționale                         | Datare: 1918 Dimensiuni: L: 36 cm; l: 22 cm; h: 10,5 cm; la cotor, L: 7 cm; d: 18 cm Material: hârtie de epocă, piele în culorile tricolorului | Volum cu 476 de documente ale Unirii din 1 Decembrie 1918. Conține Actul convocator al Marii Adunări Naționale de la Alba Iulia (document tipărit pe pânză; l: 41,5 cm, l: 30 cm), Procesul verbal al Marii Adunări Naționale de la Alba Iulia, Lista membrilor Marelui Sfat Național de la Alba Iulia, Credenționale, dactilografiate și manuscrise etc. Conține semnături autografe: Ioan Suciu, Silviu Dragomir, Vasile Goldiș, Teodor Mihali, Valeriu Traian Frențiu. Au fost colecționate și legate în forma actuală de membrii asociației Astra, care le-au dăruit muzeului în 1929, cu prilejul Serbărilor Unirii din Alba Iulia. | Muzeul Național al Unirii, Alba Iulia | Cimec    |
|      | Cuvântarea lui Vasile Goldiș la Marea Adunare Națională de la Alba Iulia din 1 Decembrie 1918 Autor: Goldiș, Vasile                               | Datare: 1918 Material: hârtie de epocă, piele în culorile tricolorului                                                                         | Cuvântarea lui Vasile Goldiș la Marea Adunare Națională de la Alba Iulia. Copertă de piele, chipul autorului în medalion. Au fost legate în forma actuală de membrii asociației Astra, care l-au dăruit în 1929, cu prilejul Serbărilor Unirii, muzeului din Alba Iulia. | Muzeul Național al Unirii, Alba Iulia | Cimec    |
|      | Diplomă Autor: Cancelaria imperială din Viena | Datare: 25 iulie 1651 Dimensiuni: 71x64 cm Material: pergament                                                                                 | Ferdinand al III-lea, împărat al Sfântului Imperiu Roman de națiune germană, în calitatea sa de rege al Ungariei, îl înnobilează pe Blasius Nemeș, pe soția acestuia, Catharina Szigyarto, pe fiul lor, Andrei și pe soția acestuia, Anna Szabo, precum și pe fii celor din urmă, Andrei și Gheorghe; ca recompensă pentru meritele militare li se dă dreptul de a purta ca blazon un scut de culoare albastră în al cărui câmp se vede un soldat îmbrăcat în roșu, văzut din față, cu o sabie în mâna dreaptă; documentul a fost autentificat cu sigiliul personal al împăratului, atârnat, imprimat în ceară roșie, cu diametrul de 4,5 cm. Semnături autografe: împăratul Ferdinand al III-lea, contele Andreas Ruthkaÿ. Documentul a fost restaurat. Unicat. | Muzeul Național al Unirii, Alba Iulia | Cimec    |
|      | Diplomă de meșter emisă de breasla cizmarilor și pielarilor din Târgu-Mureș Autor: Breasla cizmarilor și pielarilor din Târgu-Mureș               | Datare: 2 octombrie 1803 Dimensiuni: 31x49 cm Material: hârtie filigran                                                                        | Hoszu György, după ce a dat mai multe probe ale priceperii sale însușite pe lângă meșterul Chirilă Pintea, primește calitatea de membru al breslei, cu toate privilegiile ce decurg din ea, numele candidatului și al magistrului său au fost aplicate peste ștersături care dovedesc că inițial diploma fusese acordată altcuiva. În anul 1799 documentul a fost autentificat prin aplicarea sigiliului breslei, în ceară roșie, cu diametrul de 2,8 cm. Fără semnături. Unicat. | Muzeul Național al Unirii, Alba Iulia | Cimec    |
|      | Adresă a guvernatorului Haller către oficialitățile scaunelor secuiești Ciuc, Gurghiu și Cason Autor: Cancelaria gubernială transilvăneană        | Datare: 18 iunie 1753 Dimensiuni: 22x34,3 cm Material: hârtie filigran                                                                         | În virtutea prevederilor emise de împărăteasa Maria Teresia, se interzice exportul de aur și argint și predarea lor tezauriatului. Documentul a fost autentificat prin aplicarea sigiliului împărătesei, timbru sec, cu diametrul de 7,2 cm. Semnături autografe: Guvernatorul Haller, secretarul Iosephus Iosinczi. Unicat. | Muzeul Național al Unirii, Alba Iulia | Cimec    |
|      | Adresă a guvernatorului Haller către oficialitățile scaunului secuiesc Ciuc Autor: Cancelaria gubernială transilvăneană                           | Datare: 29 iunie 1753 Dimensiuni: 21,6x35,5 cm Material: hârtie filigran                                                                       | Se confirmă scutirea de contribuții a principilor secui, privilegiu pe care unii încercaseră să-l anuleze. Documentul a fost autentificat prin aplicarea sigiliului împărătesei, timbru sec, cu diametrul de 7,2 cm, dezlipit. Semnături autografe: Guvernatorul Haller, cancelarul David Henter, secretarul Iosephus Iosinczi. Unicat. | Muzeul Național al Unirii, Alba Iulia | Cimec    |
|      | Diplomă Autor: Cancelaria princiară transilvăneană                                                                                                | Datare: 1 noiembrie 1624 Dimensiuni: 58x35 cm Material: pergament                                                                              | Principele Gabriel Bethlen îl înnobilează pe Ioannes Szappanos, cetățean important din Debrecen, precum și pe ginerele Sebastian Szai, și pe fiul său, Ioannes Szappanos, acordându-le dreptul de a purta ca blazon un scut de culoare albastră în al cărui câmp se vede un leu sprijinit pe labele posterioare și ținând în cele anterioare o sabie și un mănunchi de săgeți; documentul a fost autentificat prin aplicarea sigiliului princiar, atârnat, imprimat în ceară roșie. Semnături autografe: principele Gabriel Bethlen și Gregorius Ozmankotzy. A suferit un proces de restaurare de foarte bună calitate. Unicat. | Muzeul Național al Unirii, Alba Iulia | Cimec    |
|      | Jurnalul breslei croitorilor din Alba Iulia Autor: Breasla croitorilor din Alba Iulia                                                             | Datare: Sec. XVII-XVIII Dimensiuni: 19x15,7 cm Material: hârtie                                                                                | Sunt consemnate taxele plătite de membri breslei și cheltuielile curente. Semnături autografe: o serie de meșteri. Documentul, care conține 75 file, a fost restaurat. Unicat. | Muzeul Național al Unirii, Alba Iulia | Cimec    |
|      | Jurnalul breslei croitorilor din Alba Iulia Autor: Breasla croitorilor din Alba Iulia                                                             | Datare: Sec. XVIII-XIX Dimensiuni: 31,2x18,3 cm Material: hârtie filigran                                                                      | După o înșiruire a numelor meșterilor care au condus breasla croitorilor începând cu anul 1596 și reproducerea statutelor breslei - pagini redactate în secolul al XVIII-lea, sunt consemnate taxele plătite de membri breslei și cheltuielile curente între 1819-1850. Semnături autografe: o serie de meșteri. Documentul, care conține 130 file, a fost restaurat. Unicat. | Muzeul Național al Unirii, Alba Iulia | Cimec    |
|      | Jurnalul breslei croitorilor din Alba Iulia Autor: Breasla croitorilor din Alba Iulia                                                             | Datare: Sec. XVII;1/2 Dimensiuni: 31,2x10,5 cm Material: hârtie filigran                                                                       | Sunt consemnate taxele plătite de membri breslei și cheltuielile curente. Documentul conține 31 de file. Unicat. | Muzeul Național al Unirii, Alba Iulia | Cimec    |
|      | Diplomă Autor: Cancelaria princiară transilvăneană                                                                                                | Datare: 10 iunie 1672 Dimensiuni: 40,5x64,5 cm Material: pergament                                                                             | Principele Mihai Apafi îl înnobilează pe Martin Horváth din Szászcsin (localitate neidentificată), călăul din cetatea Făgărașului, acordându-i dreptul de a purta ca blazon un scut de culoare albastră în al cărui câmp se vede un bărbat ținând în mâna dreaptă un băț (bici ?) cu două capete de fier înfășurat în lemn, pregătindu-se de acțiune; documentul a fost autentificat prin aplicarea sigiliului princiar, atârnat, imprimat în ceară roșie, așezat într-o capsulă de lemn. Semnături autografe: principele Mihai Apafi, cancelarul Ioan Bethlen, secretarul Francisc Lugosi și notarul Scaunului nobiliar al Țării Făgărașului - Matei Literatul. Unicat. | Muzeul Național al Unirii, Alba Iulia | Cimec    |
|      | Diplomă Autor: Cancelaria imperială din Viena | Datare: 30 august 1714 Dimensiuni: 28x37,5 cm Material: pergament                                                                              | Împăratul Carol al VI-lea al Sfântului Imperiu Roman de Națiune Germană, îi acordă indigenatul nobilului Francisc Joseph Würffel de Reitterfeld, plenipotențiar al Curții imperiale pe lângă Curia pontificală; ca recompensă pentru meritele sale diplomatice i se dă dreptul de a purta ca blazon un scut cvadripartit: în partea stângă de sus și în cea dreaptă de jos, de culoare neagră, se vede câte un leu roșcat sprijinit pe labele dinapoi; partea dreaptă de sus și partea stângă de jos, de culoare albă, sunt traversate de o bandă roșie presărată cu crini albi; în mijlocul scutului se află un alt scut, de culoare albastră, pe care este reprezentat un linx așezat pe trei coline, văzut din profil dreapta. Documentul se prezintă sub forma unui caiet legat în coperți de catifea vișinie, foarte bogat ornamentat, dar cu sigiliul lipsă. Semnături autografe: împăratul Carol al VI-lea, Christian August Cardinal de Saxonia și arhiepiscop de Esztergom. A suferit un proces de restaurare de foarte bună calitate. Unicat.                     | Muzeul Național al Unirii, Alba Iulia | Cimec    |
|      | Registru de dări pentru posesiunile familiei Thoroczkai Autor: Curia nobiliară a familiei Thoroczkai                                              | Datare: Sec. XVIII;2/2 Dimensiuni: 21x33 cm Material: hârtie filigran                                                                          | Registru conține informații detaliate despre posesiunile familiei Thoroczkai de pe Valea Arieșului și bazinul Trascăului. Documentul are 179 file; lipsesc primele și ultimele file. Restaurare de cea mai bună calitate. Unicat. | Muzeul Național al Unirii, Alba Iulia | Cimec    |
|      | Registru de dări pentru posesiunile familiei Thoroczkai Autor: Curia nobiliară a familiei Thoroczkai                                              | Datare: 1797 Dimensiuni: 24x38,2 cm Material: hârtie filigran                                                                                  | Registrul se deschide cu o declarație prin care se certifică autenticitatea copiei executate în 1797 după o conscripție alcătuită în 1777, la solicitarea împărătesei Maria Tereza din 19 aprilie 1777, reprodusă și ea în întregime. Conscripția din 1777, referitoare la totalitatea bunurilor aparținătoare de curia nobiliară de la Trascău-Sângeorgiu, urma să fie folosită ca probă în procesul dintre urmașii lui Francisc Thoroczkai și rudele lor, reprezentate de Gabriel Thoroczkai. Conscripția a fost făcută în prezența a 10 martori. La final, copia a fost autentificată prin aplicarea în ceară roșie, pe mai multe file și pe copertă, a unui sigiliu inelar cu diametrul de 1,7 cm, al cărui decor îl constituie inițialele TM. Copia a folosit și ea ca probă într-un proces de moștenire care nu era încă finalizat la 1851, după cum ne indică o însemnare de pe ultima filă a codicelui. Semnături autografe: Sigismundus Váradi și Adamus Verebéllyi - jurați ai comitetului Dăbâca. Registru conține 146 file. Restaurare de foarte bună calitate. | Muzeul Național al Unirii, Alba Iulia | Cimec    |
|      | Diplomă Autor: Cancelaria princiară transilvăneană                                                                                                | Datare: 14 februarie 1649 Dimensiuni: 74x63 cm Material: pergament                                                                             | Principele Gheorghe Rákóczi al II-lea îl înnobilează pe preotul Ștefan Stoia din Ciugud, acordându-i dreptul de a purta ca blazon un scut în al cărui câmp se vede un bărbat îmbrăcat în straie lungi, ținând în mână o carte deschisă; sigiliu lipsă. Semnături autografe: principele Gheorghe Rákóczi al II-lea. Restaurare de foarte bună calitate. Unicat. | Muzeul Național al Unirii, Alba Iulia | Cimec    |
|      | Diplomă Autor: Cancelaria princiară transilvăneană                                                                                                | Datare: 20 iulie 1613 Dimensiuni: 65,6x54,5 cm Material: pergament                                                                             | Principele Gabriel Báthori confirmă privilegiile acordate de predecesorii săi secuilor din scaunul Cașin; documentul a fost autentificat prin aplicarea sigiliului personal, atârnat, în ceară roșie, cu diametrul de 3 cm, șnur maron închis și verde. Semnături autografe: principele Gabriel Báthori. Restaurare în condiții de excepție. Unicat. | Muzeul Național al Unirii, Alba Iulia | Cimec    |
|      | Diplomă Autor: Cancelaria princiară transilvăneană                                                                                                | Datare: 29 noiembrie 1589 Dimensiuni: 66x54,5 cm Material: pergament                                                                           | Principele Sigismund Báthori confirmă privilegiile acordate de predecesorii săi secuilor din scaunul Cașin; documentul reproduce în transumpt diploma privilegiară similară emisă de principele Christophor Báthori la 23 martie 1580; documentul a fost autentificat prin aplicarea sigiliului personal, atârnat, în ceară roșie, cu diametrul de 3,2 cm, șnur roșu, verde și albastru. Semnături autografe: principele Sigismund Báthori, cancelarul Wolfgang Kovaczoti. Restaurare în condiții de excepție. Unicat. | Muzeul Național al Unirii, Alba Iulia | Cimec    |
|      | Diplomă Autor: Cancelaria princiară transilvăneană                                                                                                | Datare: 23 martie 1580 Dimensiuni: 65,6x54,5 cm Material: pergament                                                                            | Principele Christophor Báthori confirmă privilegiile acordate de predecesorii săi secuilor din scaunul Cașin; documentul reproduce în transumpt diploma privilegiară similară emisă de principele Ștefan Báthori la 18 august 1571; documentul a fost autentificat prin aplicarea sigiliului personal, atârnat, în ceară roșie, cu diametrul de 3 cm, șnur maron deschis, maron închis și verde. Semnături autografe: principele Christophor Báthori, cancelarul Wolfgang Kovaczotzi. Restaurare în condiții de excepție. Unicat. | Muzeul Național al Unirii, Alba Iulia | Cimec    |
|      | Diplomă Autor: Cancelaria regatului Ungariei | Datare: Joia de după sărbătoarea Imaculatei Concepțiuni 1462 Dimensiuni: 50x27,5 cm Material: pergament                                        | Regele Matia Corvin confirmă privilegiile acordate de predecesorii săi secuilor din scaunul Cașin; documentul a fost autentificat prin aplicarea sigiliului regal, atârnat, în ceară roșie, cu diametrul de 7 cm, păstrat fragmentar, șnur alb și albastru. Fără semnături autografe. Restaurare în condiții de excepție. Unicat. | Muzeul Național al Unirii, Alba Iulia | Cimec    |
|      | Principele Gheorghe Rákóczi I către judele și jurații târgului Sătmar Autor: Gheorghe Rákóczi I                                                   | Datare: 6 ianuarie 1647 Dimensiuni: 31,3x19,4 cm Material: hârtie filigran                                                                     | Principele Gheorghe Rákóczi I solicită conducerii târgului Sătmar să trimită la Dieta de la Pojon (Bratislava) doi delegați de religie evanghelică; documentul a fost autentificat prin aplicarea sigiliului princiar, timbru sec, cu diametrul de 5 cm. Semnături autografe: principele Gheorghe Rákóczi I. Unicat. | Muzeul Național al Unirii, Alba Iulia | Cimec    |
|      | Principele Gheorghe Rákóczi II către judele și jurații târgului Sătmar Autor: Gheorghe Rákóczi II                                                 | Datare: 12 septembrie 1649 Dimensiuni: 31,5x20,3 cm Material: hârtie filigran                                                                  | Principele Gheorghe Rákóczi II confirmă dreptul de folosință a pădurii de care îl reclamau iobagii din satul Szent Miklos, invocând un privilegiu de la principele Gabriel Bethlen; documentul a fost autentificat prin aplicarea sigiliului princiar, timbru sec, cu diametrul de 5 cm. Semnături autografe: principele Gheorghe Rákóczi II, secretarul Ioan Horváth de Palocz. Restaurare în condiții de excepție. Unicat. | Muzeul Național al Unirii, Alba Iulia | Cimec    |
|      | Guvernatorul Sigismund Kornis către oficialitățile comitatului Maramureș Autor: Kornis Sigismund                                                  | Datare: 5 mai 1719 Dimensiuni: 31,7x20 cm Material: hârtie filigran                                                                            | Sunt trimise dispoziții referitoare la scutirile obținute de clerul român prin unirea cu Roma; documentul a fost autentificat prin aplicarea sigiliului personal, în ceară roșie, cu diametrul de 2,3 cm. Scrisoarea are 2 file. Semnături autografe: guvernatorul Sigismund Kornis. Unicat. | Muzeul Național al Unirii, Alba Iulia | Cimec    |
|      | Declarație a nobilului făgărășean Boer Miklos despre bunurile care i-au fost furate pe proprietățile sale din comitatul Sătmar Autor: Boer Miklos | Datare: 23 iunie 1664 Dimensiuni: 32,2x20,6 cm Material: hârtie filigran                                                                       | Nobilului făgărășean Boer Miklos, membru al unei importante familii românești, ai cărei membri au jucat pe parcursul secolului al XVII-lea un rol important în politica externă a Principatului Transilvaniei, fiind adeseori folosiți ca reprezentanți la Constantinopol, adresează judelui suprem al comitatului Sătmar, Csötörtök Mihály, o plângere în care îl acuză pe românul Rácz János adică Dan Vaida de furt, solicitând ca tâlharul, care între timp fusese prins, să-i fie predat pentru anchetă; documentul a fost autentificat prin aplicarea sigiliului inelar personal, în ceară roșie, de formă ovală, cu dimensiunile de 1,5x1,3 cm, ale cărui însemne nu pot fi însă identificate. Semnături autografe: nobilul Boer Miklos. Unicat. | Muzeul Național al Unirii, Alba Iulia | Cimec    |
|      | Diplomă Autor: Cancelaria princiară transilvăneană                                                                                                | Datare: 1628 (ziua 11, luna ilizibil) Dimensiuni: 63x41 cm Material: palimpsest                                                                | Principele Gabriel Bethlen îl înnobilează pe Rayko Fekete din Ciugud, recompensându-i meritele militare și acordându-i dreptul de a purta ca blazon un scut de culoare verde în al cărui câmp se vede un soldat călare, îmbrăcat în roșu. Semnături autografe: principele Gabriel Bethlen și cancelarul István Kováchoczy. A suferit un proces de restaurare de foarte bună calitate. Unicat (nu există nici măcar o copie în protocoalele cancelariei princiare, așa-numitele Libri Regii, păstrate la Arhivele de Stat din Budapesta). | Muzeul Național al Unirii, Alba Iulia | Cimec    |
|      | Corpusul documentelor privilegiale ale orașului Târgu-Mureș Autor: Angyalos, Ioannes - protonotarul Dietei Transilvaniei                          | Datare: post 29 aprilie 1616 Dimensiuni: 32,8x21 cm Material: hârtie                                                                           | Corpusul cuprinde copia a patru documente prin care se acordă orașului Târgu-Mureș scutirea de diverse sarcini publice, emise de principele Sigismund Báthori la 30 august 1581, Ștefan Báthori la 28 ianuarie 1583, Mihai Viteazul la 22 decembrie 1599 și Gabriel Bethlen la 29 aprilie 1616. Semnături autografe: Ioannes Angyalos - protonotarul Dietei Transilvaniei. Documentul are două file. Unicat. | Muzeul Național al Unirii, Alba Iulia | Cimec    |
|      | Carta breslei croitorilor din Alba Iulia Autor: Breasla croitorilor din Alba Iulia                                                                | Datare: 1892 Dimensiuni: 36x22 cm Material: hârtie filigran                                                                                    | Documentul conține reglementările în baza cărora funcționa breasla croitorilor din Alba Iulia, stabilite de principii Sigismund Báthori și Gabriel Bethlen în 1594, respectiv 1614, reconfirmate și argumentate de principele Gheorghe Rákóczi I în 1641 de autoritățile statului austriac în 1777 și 1892. 14 semnături autografe; 12 file. Restaurare de foarte bună calitate. Unicat. | Muzeul Național al Unirii, Alba Iulia | Cimec    |
|      | Diplomă Autor: Cancelaria imperială din Viena | Datare: 7 aprilie 1718 Dimensiuni: 28,5x23,5 cm Material: pergament                                                                            | Împăratul Carol al VI-lea al Sfântului Imperiu Roman de națiune germană,în calitatea sa de principe al transilvaniei, confirmă nobilitatea protopopului Petru din Daia (azi Daia Romană, jud. Alba), și a fiilor unui alt Petru, fost preot în Daia, anume Petru, Gheorghe și Avram, în baza diplomei de noblețe emise la Cincu Mare în 14 februarie 1664 de principele Mihai Apafi pentru înaintașii lor Gheorghe și Ladislau. Semnături autografe: împăratul Carol al VI-lea, Ioannes Ioseph de Kászon, Samuel Alvinczi și protonotarul cezaro-crăiesc Michael Olasz. 12 file de pergament, legate sub formă de caiet cu șnur roșu, galben, albastru și alb; inițială ornamentată. Unicat (au existat două transumpturi emise de cancelaria princiară transilvăneană, din păcate nu s-au păstrat și nici nu există copii ale lor în protocoalele cancelariei princiare, așa-numitele Libri Regii, păstrate în Arhivele de Stat din Budapesta). A suferit un proces de restaurare de foarte bună calitate.                                                                 | Muzeul Național al Unirii, Alba Iulia | Cimec    |
|      | Diplomă Autor: Cancelaria Sfântului Imperiu Romano-German                                                                                         | Datare: 16 mai 1550 Dimensiuni: 66,5x52 cm Material: pergament                                                                                 | Ferdinand I, fratele împăratului romano-german Carol Quintul, în calitate de rege al Ungariei, confirmă un act emis de capitul din Castrumferreo în 1549, cu trei zile înaintea sărbătorii Fericitei Fecioare și Martire Margareta, referitor la o tranzacție între Michael Literatus de Körös și Petrus Koroknaÿ Korokna, de la care a fost achiziționată o jumătate din posesiunea Chafford din comitatul Sopron și o jumătate a unei mori cu două roți de pe râul Repcze; documentul a fost autentificat cu sigiliul secret, atârnat, imprimat în ceară roșie, cu diametrul de 7 cm, păstrat fragmentar, șnur verde, maron și albastru. Semnături autografe: Ferdinand I, cancelarul Nicolaus Olahus, episcop de Agria. Restaurare în condiții de excepție. Unicat. | Muzeul Național al Unirii, Alba Iulia | Cimec    |
|      | Corpus documentar referitor la administrarea minelor din comitatul Hunedoara Autor: Administrația minieră                                         | Datare: 1779 Dimensiuni: 37x24,5 cm Material: hârtie filigran                                                                                  | Sunt prezentate veniturile obținute din exploatările miniere de la Ghelar, Ruda, Plop, Poienița Voinii, Poienița Tomii, Galeș, Bunila, Cerișor, Sohodol, Leles, Cerbel, Dobra Cerna, Orăștie etc. Documentele au fost autentificate prin aplicarea a cinci sigilii, în ceară roșie, cu diametrul de 2,2 cm. Semnături autografe: diverși oficiali minieri. 17 file; scriere cu caractere gotice. Unicat. | Muzeul Național al Unirii, Alba Iulia | Cimec    |

## Fond
| Foto | Informații generale | Detalii tehnice                                                                                                  | Descriere | Deținător                             | Legături |
| ---- | --- | --- | --- | ------------------------------------- | -------- |
|      | Împăratul Franz Iosef, Arhiducele Fr. Ferdinand, ofițeri superiori. Imagini color de la manevrele militare din 1912 Autor: K. Triska                             | Datare: 1912 Dimensiuni: 8,5x14 cm Material: carton                                                              | Carte poștală de propagandă ce glorifica armata Imperiului Austro-Ungar. Omaginile prezintă trecerea în revistă a trupelor imperiale din anul 1912 de la Seghedin și Mezöhegyes. În nouă medalioane, plasate la mjlocul imaginii, pe un fundal auriu, apar portretele împăratului Franz Josef I și moștenitorului tronului Franz Ferdinand, deasupra celor două fiind așezată coroana imperială; sub acestea, în alte șapte medalioane, ceva mai mici ca dimensiuni, sunt înșirate portretele comandanților armatele imperiale. În șase casete dreptunghiulare sunt redate infanteria, cavaleria și artileria imperiului (în casetele de jos), iar la partea superioară aviația și imagini ale orașelor Szegedin și Mezöhegyes. Un text bilingv (maghiară și germană) plasat pe lateralele cărții poștale, deasupra medalioanelor comandanților armatei, lămurește tema cărții poștale: Udvözlet az 1912 ik évi nagyhadgyakorla tokról Szegedin és Mezöhegyes mellett. / Zur Erinnerung an das grosse Armeemanöver bei Szegedin und Mezöhegyes. September 1912 (În memoria marii armate de la Szegedin și Mezöhegyes). La partea inferioară, cu litere negre, a fost consemnat numele imprimeriei care a realizat această ilustrată: Editura K. Triska din Viena. | Muzeul Național al Unirii, Alba Iulia | Cimec    |
|      | Infanterist austriac încadrat de numele campaniilor militare din 1914-1917 Autor: Imre Gabor                                                                     | Datare: 1917 Dimensiuni: 13,5x9 cm Material: carton                                                              | Carte poștală de propagandă tipărită pentru soldații armatei austro-ungare în care se aminteau faptele de arme ale Regimentului 50 Infanterie: un infanterist complet echipat, supradimensionat, în picioare, cu pușca în mâini; dealurile și munți sunt la picioarele sale, lângă picior dușmanii săi au luat-o la fugă. Într-un oval (o posibilă aluzie la o mandorlă, podoabă a sfinților), dublu conturat, sunt înșirate țările și localitățile în care regimentul a luptat și a obținut victorii importante: „MONTENEGRO; SERBIEN; ALBANIEN; DOBERDO; TIROL; ITALIEN; GALIZIEN; KARPTHEN; KIRLIBABA” în timpul campaniilor din anii 1914-1915, 1916-1917; la partea inferioară, cu litere roșii este consemnat autorul cărții poștale: Imre Gabor. | Muzeul Național al Unirii, Alba Iulia | Cimec    |
|      | Kaiser Wilhem II înconjurat de elita ofițerilor germani (portrete medalion)                                                                                      | Datare: 1914-1916 Dimensiuni: 13,5x9 cm Material: carton                                                         | Carte poștală de propagandă tipărită pentru soldații armatei austro-ungare în care se aminteau faptele de arme ale Regimentului 50 Infanterie: un infanterist complet echipat, supradimensionat, în picioare, cu pușca în mâini; dealurile și munți sunt la picioarele sale, lÎn centrul imaginii, delimitat de o ramă aurie, a fost plasat Împăratul Wilhem al II lea în uniformă militară în timpul trecerii în revistă a armatei; la partea inferioară textul în limba germană: ”Unser Kaiser im Felde”, deasupra coroana imperiului și textul ”Kaiser Wilhelm II und seine Heerführer” (Împăratul Wilhem și comadanții săi de armată); în jurul său, în 11 medalioane, de la stânga la dreapta: ”Kronprintz Wilhelm, Generalfeldmarchall von Büllow,general von Beselen, Hertzog Albrecht v. Würtemberg, Generaloberst von Glück, Generalfeldmarchall v. Hindenburg, General von Emmich, Grossadamiral von Tirpitz, Generaloberst von Einem, Generalöberst von Heeringen, Kronprintz Rupprecht v. Bayern”; cartea poștală a fost imprimată de firma R&K, cu numărul de serie NO. 538. Ilustrata a circulat în imperiu pe parcursul anului 1915 posesorul ei consemnând pe verso: „Ciumbrudean Dimitrie. 1915. Polonia”.                                       | Muzeul Național al Unirii, Alba Iulia | Cimec    |
|      | Soldați austrieci | Datare: 1914-1918 Dimensiuni: 14x9 cm Material: carton                                                           | Soldați ai armatei austro-ungare în echipamentul specific infanteriei alpine, pe creasta unui munte, scrutează orizontul; la partea superioară un text tipărit cu litere roșii, care trebuia sa redea civilor încrederea în armata care le protejează civililor pământul și casele: ”Teure Heimat, teure Erde, wohlbehütet sollst du sein. Dass dir Ruhm und Ehre werde sorgen treu die Söhne dein”; pe verso o marcă a imprimeriei: ”O.W.K. 500”. | Muzeul Național al Unirii, Alba Iulia | Cimec    |
|      | Caricatură italiană antigermană: „Guerra Europea”. Accidenti! Cominicia a pesarmi!”                                                                              | Datare: 1915-1918 Dimensiuni: 13,5 x 8 cm Material: carton                                                       | Cartea poștală de propagandă prin care italienii își exprimau antipatia față război îl prezintă pe Kaiserul Imperiului German în uniformă militară, în mâini cu globul pământesc cu textul: „Guerra Europea” (Războiul european). La partea superioară, un alt text în limba italiană: Accidenti! Cominicia a pesarmi! (La naiba! Începe să mă apese!). În colțul din dreapta jos numerotarea seriei: G-4. Iustratele cu reprezentarea individuală a kaiserului, sub forma unul statuete din lut, cu alura unui mare războinic s-au realizat într-o serie de patru (în colecția muzeului albaiulian au ajuns doar trei -G1, G3, G4). Militarii Regimentului 50 Infanterie le-au întâlnit într-o dugheană din primul oraș cucerit, Arsiero, în 1 iunie 1916. | Muzeul Național al Unirii, Alba Iulia | Cimec    |
|      | Caricatură italiană antigermană: „Lui! A Dio. Se non ti temessi dichiarerei geurra anche a te!!”                                                                 | Datare: 1915-1918 Dimensiuni: 13,5 x 8 cm Material: carton                                                       | Cartea poștală de propagandă prin care italienii își exprimau antipatia față război, îl prezintă pe Kaiserul Imperiului German în uniformă militară, cu sabia scoasă din teacă, ridicată, cu ochiii spre cer, amenințând divinitatea. În colțul din dreapta sus, un text în limba italiană: Lui! A Dio. Se non ti temessi dichiarerei geurra anche a te!! (Către Dumnezeu: Dacă nu te temi, îți voi declara război și ție!). În colțul din dreapta jos apare numerotarea seriei: G-3. Cărțile poștale îndreptate împotriva kaiserului Wilhelm II circulau în Italia, militarii Regimentului 50 Infanterie întâlnindu-le într-o dugheană din primul oraș cucerit, Arsiero, în 1 iunie 1916. | Muzeul Național al Unirii, Alba Iulia | Cimec    |
|      | Caricatură italiană antigermană: „GRANDE IMPERO GERMANICO SOGNO DI GULELIELMO”                                                                                   | Datare: 1915-1918 Dimensiuni: 13,5x8 cm Material: carton                                                         | Cartea poștală de propagandă prin care italienii își exprimau antipatia față război, îl prezintă pe Kaiserul Imperiului German în uniformă militară prusacă, cu bicorn și sabia ținută drept; privește spre partea globului pămîntesc în care apare redat Marele Imperiul German: „GRANDE IMPERO GERMANICO, care include și Italia. La partea inferioară, un text în limba italiană, cu litere majuscule: SOGNO DI GULELIELMO – Visul lui Guglielmo (Wilhelm). În colțul din dreapta jos numerotarea seriei: G-1. Cărțile poștale îndreptate împotriva kaiserului Wilhelm II circulau în Italia, militarii Regimentului 50 Infanterie întâlnindu-le într-o dugheană din primul oraș cucerit, Arsiero, în 1 iunie 1916. | Muzeul Național al Unirii, Alba Iulia | Cimec    |
|      | Idealizarea curajului armatei italiene: ”Sulle Alpi, ovunque arriva l'Artigliere da montagna. R[egio] ESERCITO ITALIANO. ARTIGLIERIA da MONTAGNA”                | Datare: 1915-1917 Dimensiuni: 14x8,5 cm Material: carton                                                         | Carte poștală de propagandă care glorifica armata italiană: un soldat al artileriei de munte – alpinii - cu echipament specific, alături de un tun, în cadrul natural prezentat în fundal: crestele Munților Alpi în care se desfășoară luptele acestei categorii de arme. La partea superioară un text în limba italiană: ”Sulle Alpi, ovunque arriva l'Artigliere da montagna”. (În Alpi, acolo unde ajunge artileria de munte); în colțul din stânga jos: stema coroanei monarhiei italiene, și textul: ”R[egio] ESERCITO ITALIANO. ARTIGLIERIA da MONTAGNA”. | Muzeul Național al Unirii, Alba Iulia | Cimec    |
|      | Idealizarea curajului armatei italiene: ”Sempre avanti la Cavalleria!”                                                                                           | Datare: 1915-1917 Dimensiuni: 13,5x8,5 cm Material: carton                                                       | Carte poștală de propagandă care glorifică vitejia armatei italiene: doi cavaleriști în uniformă specifică acestei arme într-un peisaj sugerat de silueta unui copac și câteva flori. La partea superioară, un text în limba italiană: ”Sempre avanti la Cavalleria!”; în colțul din dreapta jos, cu litere albe: ”Italia, 6509”. | Muzeul Național al Unirii, Alba Iulia | Cimec    |
|      | Idealizarea curajului armatei italiene: grup de infanteriști și generalul Pietro Badoglio                                                                        | Datare: 1915-1917 Dimensiuni: 13,5x8,5 cm Material: carton                                                       | Carte poștală de propagandă ce glorifica vitejia soldatului și ofițerului italian: grup de infanteriști italieni în tranșeele Primului Război Mondial, cu armele pregătite de tragere. În colțul din dreapta a fost redat bust, pe steagul Italiei, înconjurat de lauri, generalul Pietro Badoglio. | Muzeul Național al Unirii, Alba Iulia | Cimec    |
|      | Italia, orașul Canove, stradă distrusă de bombardament Autor: Dumitru Ciumbrudean                                                                                | Datare: 1918 Dimensiuni: 14x9 cm Material: hârtie fotografică                                                    | Imagine cu strada principală a orașului Canove în care Regimentul 50 Infanterie a ajuns la începutul anului 1918. Orașul purta urmele lungului război în care Italia a intrat în 1915 și a fost descris de Dumitru Ciumbrudean în jurnalul său: Fotografiez strada principală, În fața mea o casă cu etaj clădită din piatră. Acum e fără acoperiș și e zguduită din temelie de se dădu într-o parte, cârnindu-se. Restul ruini” (Dumitru Ciumbrudean, Jurnal de front, București, 1969, p. 304). | Muzeul Național al Unirii, Alba Iulia | Cimec    |
|      | Italia, orașul Canove, stradă distrusă de bombardament Autor: Dumitru Ciumbrudean                                                                                | Datare: 1918 Dimensiuni: 14x9 cm Material: hârtie fotografică                                                    | Imagine cu strada principală a orașului Canove în care Regimentul 50 Infanterie a ajuns în februarie 1918. Orașul purta urmele lungului război în care Italia a intrat în 1915 și a fost descris de Dumitru Ciumbrudean în jurnalul său: Fotografiez strada principală, În fața mea o casă cu etaj clădită din piatră. Acum e fără acoperiș și e zguduită din temelie de se dădu într-o parte, cârnindu-se. Restul ruini” (Dumitru Ciumbrudean, Jurnal de front, București, 1969, p. 304). | Muzeul Național al Unirii, Alba Iulia | Cimec    |
|      | Apeduct distrus (ianuarie 1918, Italia, orașul Canove) Autor: Dumitru Ciumbrudean                                                                                | Datare: 1918 Dimensiuni: 14x9 cm Material: hârtie fotografică                                                    | Imagine cu apeductul orașului Canove în care Regimentul 50 Infanterie a ajuns în februarie 1918. Orașul purta urmele lungului război în care Italia a intrat în 1915 apeductul orașului fiind afectat și el. | Muzeul Național al Unirii, Alba Iulia | Cimec    |
|      | Monte Seluggio (Italia) Autor: Dumitru Ciumbrudean | Datare: 1916 Dimensiuni: 13,5x8,5 cm Material: hârtie fotografică                                                | Dealul de la poalele Munților Seluggio și tranșeele săpate de armata austro-ungară într-o zonă în care Regimentul 50 Infanterie s-a stat în perioada anilor 1916-1917. | Muzeul Național al Unirii, Alba Iulia | Cimec    |
|      | Arsiero, Italia, fabrica de hârtie incendiată Autor: Dumitru Ciumbrudean                                                                                         | Datare: 1916 Dimensiuni: 9x14 cm Material: hârtie fotografică                                                    | Panoramă asupra orașului Arsiero cucerit în urma ofensivei germano-austriece din iunie 1916 cu fabrica de hârtie incendiată. Cucerirea orașului a fost descrisă de caporalul Dumitru Ciumbrudean în jurnalul său: „Suntem în dosul unei fabrici de hârtie; ea e complet ruinată, numai tăciuni și fum: miros greu, gaze înăbușitoare” (Dumitru Ciumbrudean, Jurnal de front 1914-1918, București, 1969, p. 211). | Muzeul Național al Unirii, Alba Iulia | Cimec    |
|      | Caporalul Dumitru Cimbrudean Autor: Dumitru Ciumbrudean | Datare: 14 mai 1916 Dimensiuni: 13,5x8,5 cm Material: hârtie fotografică                                         | Caporalul Dumitru Ciumbrudean în uniforma armatei austro-ungare pe frontul italian, în Tirol în ziua de 14 mai 1916.; pe verso „Caporal Dimitrie Ciumbrudean. Pozat în 1916 Mai 14, în Coeli (Tirol) cu o zi înaintea offensivei contra Italiei. 1916 Italia (Arsiero) Iunie 20”. | Muzeul Național al Unirii, Alba Iulia | Cimec    |
|      | Imperial Hotel, Trento Autor: Dumitru Ciumbrudean | Datare: 1916 Dimensiuni: 8,5x13 cm Material: carton (hârtie fotografică Agfa)                                    | Imaginea Hotelului Imperial din Trento cu părculețul din fața clădirii. În prim plan, pe o bancă, doi dintre soldații regimentului 50 Infanterie din Alba Iulia, în planul secund în dreapta hotelului, o mașină și alți soldați aflați în momente de relaxare. | Muzeul Național al Unirii, Alba Iulia | Cimec    |
|      | Punct de vamă la Tirol Autor: Dumitru Ciumbrudean | Datare: 1916 Dimensiuni: 13x8,5 cm Material: hârtie fotografică tip Agfa                                         | Imagine cu drumul susținut pe piloni al punctului de vamă spre Tirol. O inscripție bilingvă (germană-italiană) cu stema imperiului austriac anunță intrarea în provincia Tirol: Kaisertum Österreich / Impero D'Austria; Gefürstete Grafschaft Tirol / Contea principesca del Tirolo /Capitano districtuelle Rovereto (?). | Muzeul Național al Unirii, Alba Iulia | Cimec    |
|      | Soldați și echipament militar aparținând Regimentului 50 Infanterie din Alba Iulia aflat pe frontul italian Autor: Dumitru Ciumbrudean                           | Datare: 1916-1917 Dimensiuni: 14x9 cm Material: hârtie fotografică tip Agfa                                      | Soldați și echipament militar aparținând Regimentului 50 Infanterie din Alba Iulia aflat pe frontul italian. În fața adăpostului construit într-o stâncă, în Munții Tormeno, sunt doi soldați; echipamentul militar a fost acoperit cu o prelată. În această zonă armata austro-ungară și-a construit adăposturi pentru un război lung de peste doi ani. | Muzeul Național al Unirii, Alba Iulia | Cimec    |
|      | Preotul Darabant din Regimentul 50 infanterie din Alba Iulia Autor: Dumitru Ciumbrudean                                                                          | Datare: 1916 Dimensiuni: 13x6 cm Material: hârtie fotografică                                                    | Preotul militar (”feldkurat”) Darabant al Regimentului 50 infanterie din Alba, în veșminte de liturghie, în timpul unei slujbe religioase de pe frontul italian. | Muzeul Național al Unirii, Alba Iulia | Cimec    |
|      | Companie tehnică din Regimentul 50 Infanterie Autor: Dumitru Ciumbrudean                                                                                         | Datare: 1917 Dimensiuni: 8,5x13,5 cm Material: hârtie fotografică                                                | 14 militari ai companiei tehnice din Regimentul 50 Infanterie de la Alba Iulia (în acest grup se află și Dumitru Ciumbrudean) în zona motană a frontului italian, în fața adăpostului improvizat pe Monte Tormeno, cel mai probabil la începutul ofensivei din anul 1917. | Muzeul Național al Unirii, Alba Iulia | Cimec    |
|      | Sublocotenentul Călțiun Autor: Dumitru Ciumbrudean | Datare: 1917 Dimensiuni: 13,5x8,5 cm Material: hârtie fotografică                                                | Sublocotenentul Călțiun din Regimentul 50 Infanterie de la Alba Iulia în uniforma armatei Imperiului Austro-Ungar, pe frontul italian, pe piept cu decorațiile de război. Fotografia a fost realizată pe front, în apropierea adăposturilor, într-o perioadă caldă, când zona era plină de vegetație, probabil în anul 1917. | Muzeul Național al Unirii, Alba Iulia | Cimec    |
|      | Sanie cu provizii trasă de câini Autor: Dumitru Ciumbrudean | Datare: 1916-1917 Dimensiuni: 8,5x13 cm Material: hârtie fotografică Agfa                                        | Militari ai Regimentului 50 Infanterie de la Alba Iulia în zona montană a frontului italian (Monte Selugio), în perioada iernii anului 1916-1917, însoțiți de o sanie cu provizii, trasă de câini. Regimentul 50 Infanterie a primit sănii imediat după ce ajuns în zona frontului italian, în Folgaria. „27 aprilie 1916 [...] Spre seară se împart săniuțe companiilor care apoi trebuie să se instruiască cu ele” (Dumitru Ciumbrudean, Jurnal de front 1914-1918, București, Editura Politică,1969, p. 200). | Muzeul Național al Unirii, Alba Iulia | Cimec    |
|      | Regimentul 50 Infenterie din Alba Iulia: Popa, Zaminer, Dumitru Ciumbrudean, Sieber, Kromak, Szabo, Csetri, Muntean, Fodor, Adamovici Autor: Dumitru Ciumbrudean | Datare: 1917 Dimensiuni: 8,5x13,5 cm Material: hârtie fotografică Agfa                                           | Zece militari din Regimentul 50 Infanterie într-o zi însorită, pe frontul italian, în cadrul natural oferit de văile din Riofreddo; cu cerneală neagră, la partea superioară: „Rio Fredo Gimpenbild”; pe verso sunt identificare personajele: ”Popa, Zaminer ,eu [Dumitru Ciumbrudean], Sieber, Kromak ,Szabo, Csetri, Muntean, Fodor, Adamovici”. | Muzeul Național al Unirii, Alba Iulia | Cimec    |
|      | Trei dintre ofițerii Regimentului 50 Infanterie pe frontul italian, în drumul spre Arsiero Autor: Dumitru Ciumbrudean                                            | Datare: 1916-1917 Dimensiuni: 13,5x8,5cm Material: hârtie fotografică                                            | Trei dintre ofițerii Regimentului 50 Infanterie pe frontul italian, în drumul spre Arsiero, primul oraș cucerit de armata germană-austro-ungară în timpul ofensivei din iunie 1916; cu cerneală neagră, scris de mână în lb. Germană:”Strasse nach Arsiero”. Marșul regimentului și cucerirea acestuia au fost descrise de autorul fotografiei, caporalul Dumitru Ciumbrudean, în Jurnalul său de front (Dumitru Ciumbrudean, Jurnal de front al caporalului Dumitru Ciumbrudean 1914-1918, București, Editura Politică, 1969, p. 210). | Muzeul Național al Unirii, Alba Iulia | Cimec    |
|      | Moment de repaos, în drumul spre Arsiero Autor: Dumitru Ciumbrudean                                                                                              | Datare: 1916-1917 Dimensiuni: 9x13,5 cm Material: hârtie fotografică Agfa                                        | Militarii Regimentului 50 Infanterie de la Alba Iulia, într-un moment de repaos, în drumul spre Arsiero. În spatele lor sârma ghimpată, și un câine devenit prieten al militarilor; cu cerneală neagră, în limba germană: ”Strassenperre nach Arsiero”; pe verso, cu creionul chimic, identificarea personajelor (inclusiv autorul colecției donate Muzeului Național al Unirii din Alba Iulia): ”Szabó, Fodor, Adamovici, Csetri, Zaminer, Muntean na és én. Hátul Popa tiszthelyettes”, pe care le regăsim descrise și în Jurnalul de front (Dumitru Ciumbrudean, Jurnal de front al caporalului Dumitru Ciumbrudean 1914-1918, București, Editura Politică, 1969). | Muzeul Național al Unirii, Alba Iulia | Cimec    |
|      | Pe o sanie, pe Muntele Selugio Autor: Dumitru Ciumbrudean | Datare: 1916-1917 Dimensiuni: 8,5x13,5 cm Material: hârtie fotografică Agfa                                      | Militarii Regimentului 50 Infanterie de la Alba Iulia, pe o sanie, pe Muntele Selugio; trei dintre ei poartă pelerinele albe pentru camuflaj; cu cerneală neagră, în limba germană: ”Aufstieg zum Monte Selugio”. Săniile au fost folosite de armata austro-ungară aflată pe frontul italian imediat după ce a ajuns în Folgaria, la sfârșitul lui aprilie 1916. | Muzeul Național al Unirii, Alba Iulia | Cimec    |
|      | Colonelul Șimaček Autor: Dumitru Ciumbrudean | Datare: 1916-1917 Dimensiuni: 14x9 cm Material: hârtie fotografică Agfa                                          | Colonelul Șimaček din Regimentului 50 Infanterie de la Alba Iulia într-un scurt moment de repaos, pe scara adăpostului din munții Italiei; cu cerneală neagră, în limba germană, la partea superioară: ”Oberst Șimaček”. Colonelul a ieșit din adăpost cu casca pe cap și binoclul la îndemână, cel mai probabil fotografia fiind realizată într-un moment în care se pregătea un atac. | Muzeul Național al Unirii, Alba Iulia | Cimec    |
|      | Centrala Regimentului 50 Infanterie instalată pe frontul italian Autor: Dumitru Ciumbrudean                                                                      | Datare: 1916-1917 Dimensiuni: 12,5x8 cm Material: hârtie fotografică                                             | Centrala Regimentului 50 Infanterie instalată pe frontul italian. Deși aflată pe linia frontului camera centralei a primit un aer familiar prin instalarea unui raft decorat cu fotografia iubitei, flori și o sticlă. Aparatul „Berta” care trebuia așezat „întodeauna la loc sigur”, important prin transmiterea și receptarea mesajelor dintre comandamentele frontului a fost deseori descris de Dumitru Ciumbrudean în jurnalul său de front. | Muzeul Național al Unirii, Alba Iulia | Cimec    |
|      | Trei militari ai companiei tehnice Autor: Dumitru Ciumbrudean | Datare: 1916-1917 Dimensiuni: 13x8,5 cm Material: hârtie fotografică Agfa                                        | Trei militari ai companiei tehnice din Regimentul 50 Infanterie de la Alba Iulia care lucrează într-un adăpost din munții Italiei; cu cerneală neagră, în limba germană, la partea superioară: „Technische Inf. kompagnie feldschmiedl”. | Muzeul Național al Unirii, Alba Iulia | Cimec    |
|      | Militari din Regimentul 50 Infanterie: Cornel și Morușca Autor: Dumitru Ciumbrudean                                                                              | Datare: 1917 Dimensiuni: 13x8,5 cm Material: hârtie fotografică Agfa                                             | Militari din Regimentul 50 Infanterie, într-o fotografie realizată într-un atelier foto,probabil într-o perioadă în care aceștia se aflau în permisie la Budapesta sau Viena, pentru a fi trimisă celor dragi de acasă; cu cerneală neagră, la partea superioară: „Cornel”, „Morușca”. | Muzeul Național al Unirii, Alba Iulia | Cimec    |
|      | Militari din Batalionul II, Regimentul 50 Infanterie din Alba Iulia, aflați în 1917 la Riofreddo, Monte Selugio Autor: Dumitru Ciumbrudean                       | Datare: 1916-1917 Dimensiuni: 13,5x8,5 cm Material: hârtie fotografică Agfa                                      | Patru militari din Regimentul 50 Infanterie, în fața unui adăpost militar construit din bârne în Riofreddo, camuflat de vegetație, pe muntele Selugio. Adăposturile erau numerotate, specificându-se și numele companiei care le ocupa sau funcțiunea acesteia. | Muzeul Național al Unirii, Alba Iulia | Cimec    |
|      | Militari din Batalionul II, Regimentul 50 Infanterie Alba Iulia, aflați în 1917 la Riofreddo, Monte Selugio Autor: Dumitru Ciumbrudean                           | Datare: 1917 Dimensiuni: 13,5x8,5 cm Material: hârtie fotografică Agfa                                           | În prim plan 9 dintre soldații Regimentului 50 Infanterie aflați în rezervă, în refacere. În fundal figurile altor 3 soldați și stâncile zonei muntoase ale frontului italian; la partea superioară, cu cerneală neagră, în limba germană: ”Regiments reserve Assarea”, iar cu creionul, pe laterala dreaptă o ulterioară identificare a trei dintre militari: Spreityer, Tolán, Gross. | Muzeul Național al Unirii, Alba Iulia | Cimec    |
|      | Militari din Batalionul II, Regimentul 50 Infanterie Alba Iulia, aflați în 1917 la Riofreddo, Monte Selugio Autor: Dumitru Ciumbrudean                           | Datare: 1917 Dimensiuni: 13x8,5 cm Material: hârtie fotografică Agfa                                             | Adăpost din lemn în zona frontului, pe MonteSelugio, construit de militarii Batalionul II ai Regimentului 50 Infanterie, în iarna anului 1917; pe verso o însemnare a autorului fotografiei: ”II/50 BaonsKmdo”. | Muzeul Național al Unirii, Alba Iulia | Cimec    |
|      | Militari ai Regimentului 50 Infanterie cu armament antierian Autor: Dumitru Ciumbrudean                                                                          | Datare: 1916-1917 Dimensiuni: 13x8,5 cm Material: hârtie fotografică Agfa                                        | Militari ai Regimentului 50 Infanterie din Alba Iulia pun în funcțiune armamentul de apărare antiaeriană într-o zona împădurită din munții Italiei; cu cerneală neagră, în partea stângă, s-a notat în limba germană tema fotografiei: ”flieger Beschiessünge”. | Muzeul Național al Unirii, Alba Iulia | Cimec    |
|      | Localitate din zona Monte Seluggio Autor: Dumitru Ciumbrudean | Datare: 1916-1917 Dimensiuni: 8,5x13 cm Material: hârtie fotografică Agfa                                        | Ansamblu de clădiri și o biserică construită pe o colină într-o localitate din zona Munților Seluggio, neafectată de bombardamente. În descrierile orașelor italiene din jurnal, Dumitru Ciumbrudean remarcă clădirile solide și înalte, construite din piatră (Dumitru Ciumbrudean, Jurnal de front al caporalului Dumitru Ciumbrudean1914-1918; București, Editura Politică, 1969). | Muzeul Național al Unirii, Alba Iulia | Cimec    |
|      | Militari din Batalionul II, Regimentul 50 Infanterie: Maior Galli Autor: Dumitru Ciumbrudean                                                                     | Datare: 1917 Dimensiuni: 14x9 cm Material: hârtie fotografică Agfa                                               | Maiorul Galli din Regimentul 50 Infanterie de la Alba Iulia, Batalionul II, într-o zonă cu palmieri din Italia; cu cerneală neagră, în zona inferioară identificarea personajului: ”Maior Galli”. | Muzeul Național al Unirii, Alba Iulia | Cimec    |
|      | Adăposturi construite în zona frontului, pe Monte Selugio Autor: Dumitru Ciumbrudean                                                                             | Datare: 1917 Dimensiuni: 8,5x13 cm Material: hârtie fotografică Agfa                                             | Adăposturi construite din lemn în zona frontului, pe Monte Selugio, de militarii Batalionul II ai Regimentului 50 Infanterie, în iarna anului 1917. Pe creasta muntelui au fost surprinși trei soldați, care curățau zăpada de pe cărarea care făcea lăgătura cu celelalte adăposturi și comandament. | Muzeul Național al Unirii, Alba Iulia | Cimec    |
|      | Adăposturi militare Autor: Dumitru Ciumbrudean | Datare: 1916-1917 Dimensiuni: 9x14 cm Material: hârtie fotografică Agfa                                          | Adăposturi din lemn în zona frontului, cu acoperișuri camuflate din frunziș pe MonteSelugio, construite de militarii Batalionul II ai Regimentului 50 Infanterie, în anul 1917. Barăcile se construiau din bușteni de brad peste care se punea pământ, bolovani de piatră și apoi din nou pământ, „straturi” necesare, care le făceau mai rezistente atacurilor inamice. | Muzeul Național al Unirii, Alba Iulia | Cimec    |
|      | Moment de repaos pe terasa unui adăpost militar Autor: Dumitru Ciumbrudean                                                                                       | Datare: 1916-1917 Dimensiuni: 9x14 cm Material: hârtie fotografică Agfa                                          | Doi militari ai Regimentului 50 infanterie aflați într-un moment de repaos pe terasa din fața unui adăpost militar construit în cavernele din munții Italiei. | Muzeul Național al Unirii, Alba Iulia | Cimec    |
|      | Doi ofițeri ai Regimentului 50 Infanterie Alba Iulia Autor: Dumitru Ciumbrudean                                                                                  | Datare: 1916-1917 Dimensiuni: 13,5x8,5 cm Material: hârtie fotografică                                           | Doi ofițeri ai Regimentului 50 Infanterie Alba Iulia în fața unei caverne din munții italieni, într-un moment de ragaz al frontului; fotografia originală a fost lipită pe un carton; la partea inferioară a cartonului s-au notat, cu cerneală neagră, în limba germană, numele și gradul personajelor: ”Hptm. Domșa și Ofdiener Dietrich”. | Muzeul Național al Unirii, Alba Iulia | Cimec    |
|      | Locotenent-colonel Călțun Autor: Dumitru Ciumbrudean | Datare: 1916-1917 Dimensiuni: 13,5x8 cm Material: hârtie fotografică Agfa                                        | Unul dintre ofițerii Regimentului 50 Infanterie din Alba Iulia, în uniforma armatei austro-ungare, cu decorațiile militare pe piept,,într-o livadă din zona deluroasă a Italiei în anul 1917, pe frontul Primului Război Mondial; în colțul din stânga sus, cu cerneală neagră: „Oblt. Călțuin” [Oberstleutnant] (locotenent-colonel Călțun). | Muzeul Național al Unirii, Alba Iulia | Cimec    |
|      | Ofițeri pe frontul italian, în fața unui adăpost construit într-o cavernă Autor: Dumitru Ciumbrudean                                                             | Datare: 1917 Dimensiuni: 13x8,5 cm Material: hârtie fotografică Agfa                                             | Ofițeri ai Batalionul II din Regimentului 50 Infanterie pe frontul italian, pe o bancă din fața unui adăpost construit într-o cavernă din munte, analizând împreună câteva ordine militare. Tăblița de pe ușa adăpostului ne identifică proprietarul: ”[Mu]ntean Caverne” - căpitanul Zaharia Muntean, comandantul Batalionului II al Regimentului 50 Infanterie, participant (și supraviețuitor) al bătăliei de pe Muntele San Gabriele. Dumitru Ciumbrudean îl descrie ca „un om mărunțel, osos la figură și roșu la față” (Dumitru Ciumbrudean, Jurnalu de front 1914-1918, București, Editura Politică, 1969, p. 268). | Muzeul Național al Unirii, Alba Iulia | Cimec    |
|      | Adăpost subteran Autor: Dumitru Ciumbrudean | Datare: 1917 Dimensiuni: 13x8,5 cm Material: hârtie fotografică Agfa                                             | Kaverna nr. 3 ”DEZSED KAVERNE” construită de militarii Batalionul II ai Regimentului 50 Infanterie în Monte San Gabriele, pe un spațiu al frontului unde nu existau tranșee, bătălia purtându-se prin cucerirea, una după alta a cavernelor. Adăposturile erau spațioase, aeriserea efectuându-se cu ajutorul ventilatoarelor. În jurnalul său Dumitru Ciumbrudean descrie caverna maiorului Kolbe, cu nr. 20, care putea adăposti 800 de oameni (Dumitru Cumbrudean, Jurnal de front 1914-19i8, București, Editura Politică, 1969, p. 273). | Muzeul Național al Unirii, Alba Iulia | Cimec    |
|      | Trei militari ai Regimentului 50 Infanterie, în iarna anului 1917, pe schiuri Autor: Dumitru Ciumbrudean                                                         | Datare: 1916-1917 Dimensiuni: 13x8,5 cm Material: hârtie fotografică Agfa                                        | Trei militari ai Regimentului 50 Infanterie, în iarna anului 1917 pe schiuri, pe pârtiile munților italieni. | Muzeul Național al Unirii, Alba Iulia | Cimec    |
|      | Construirea unui nou adăpost într-o stâncă Autor: Dumitru Ciumbrudean                                                                                            | Datare: 1916-1917 Dimensiuni: 14x9 cm Material: hârtie fotografică Agfa                                          | Construirea unui nou adăpost într-o stâncă din munții Italiei de către trei dintre soldații Regimentului 50 Infanterie. | Muzeul Național al Unirii, Alba Iulia | Cimec    |
|      | Militari ai Regimentului 50 Infanterie Alba Iulia în fața unui adăpost construit din lemn Autor: Dumitru Ciumbrudean                                             | Datare: 1917 Dimensiuni: 9x14 cm Material: hârtie fotografică Agfa                                               | Militari ai Regimentului 50 Infanterie Alba Iulia în fața unui adăpost construit din lemn în munții italieni, într-un ragaz al frontului; o fereastră a adăpostului a fost camuflată cu o pătură, iar deschizăturile lăsate libere ne permit să zărim o parte din amenajarea interioară a adăpostului. În asemenea barăci se încerca asigurarea unui oarecare confort - o masă un scaun, un pat pentru fiecare locatar, în condițiile în care pe acele poziții se stabileau pentru o perioadă mai lungă de timp. | Muzeul Național al Unirii, Alba Iulia | Cimec    |
|      | Militari din Regimentul 50 infanterie din Alba Iulia, transportând un tun Autor: Dumitru Ciumbrudean                                                             | Datare: 1916-1917 Dimensiuni: 9x13,5 cm Material: hârtie fotografică Agfa                                        | Soldați ai Regimentului 50 Infanterie Alba Iulia tranportă un tun pe o culme de deal, o altă poziție care trebuia ocupată de armata austro-ungară pe frontul italian. | Muzeul Național al Unirii, Alba Iulia | Cimec    |
|      | Militari din Regimentul 50 infanterie din Alba Iulia, pe frontul italian, lângă o casă distrusă de bombardament Autor: Dumitru Ciumbrudean                       | Datare: 1916 Dimensiuni: 14x9 cm Material: hârtie fotografică Agfa                                               | Militari ai Regimentului 50 Infanterie Alba Iulia pe molozul format de o clădirile distruse pe bombardament, probabil în orașul Arsiero cucerit în ofensiva din vara anului 1916. | Muzeul Național al Unirii, Alba Iulia | Cimec    |
|      | Cimitir al armatei austro-ungare de la poalele Munților Seluggio Autor: Dumitru Ciumbrudean                                                                      | Datare: 1916-1917 Dimensiuni: 14x9 cm Material: hârtie fotografică Agfa                                          | Cimitir al armatei austro-ungare de la poalele Munților Seluggio. Spațiul a fost delimitat de un gard de lemn și o intrarea marcată de o inscripție în limba germană; cu cerneală neagră la partea superioară, în limba germană: ”Heldenfriedhof: Mte Seluggio” (Heldenfriedhöfe) (Cimitirul eroilor: Muntele Seluggio). | Muzeul Național al Unirii, Alba Iulia | Cimec    |
|      | Vale la poalele munților italieni cu tabăra Regimentului 50 Infanterie Autor: Dumitru Ciumbrudean                                                                | Datare: 1917 Dimensiuni: 14x9 cm Material: hârtie fotografică Agfa                                               | Vale la poalele munților italieni cu tabăra instalată de trupele Regimentului 50 Infanterie: care, cai, adăposturi rudimentare din lemn și soldați răspândiți printre stânci. | Muzeul Național al Unirii, Alba Iulia | Cimec    |
|      | Locotenent-colonelul Gaggi Pálfy din Regimentul 50 Infanterie Autor: Dumitru Ciumbrudean                                                                         | Datare: 1917 Dimensiuni: 13,5x8,5 cm Material: hârtie fotografică Agfa                                           | Locotenent-colonelul Gaggi Pálfy din Regimentul 50 Infanterie în uniforma militară, așezat pe un scaun, într-o fotografie realizată pentru familie. La partea superioară, cu cerneală neagră: ”Oblt [Oberstleutnant] Gaggi Palfy”. | Muzeul Național al Unirii, Alba Iulia | Cimec    |
|      | Doi ofițeri ai Regimetului 50 Infanterie pe o culme de deal Autor: Dumitru Ciumbrudean                                                                           | Datare: 1917 Dimensiuni: 13x8,5 cm Material: hârtie fotografică Agfa                                             | Doi ofițeri ai Regimetului 50 Infanterie pe o culme de deal, așezați pe rădăcina unui copac; la partea inferioară, cu cerneală neagră a fost identificat unul dintre personaje, locotenent-colonel Zaminer: ”Oblt Zaminer”. | Muzeul Național al Unirii, Alba Iulia | Cimec    |
|      | Militari ai Regimentului 50 Infanterie în munții italieni, în iarna anului 1917 Autor: Dumitru Ciumbrudean                                                       | Datare: 1917 Dimensiuni: 13,5x8,5 cm Material: hârtie fotografică Agfa                                           | Militari ai Regimentului 50 Infanterie în munții italieni, în iarna anului 1917, în fața unui adăpost de lemn realizând cu ajutorul lopeților o „excavație”, o lărgire în adâncime a camuflajului din zona frontului. La partea inferioară, cu cerneală neagră, în limba germană: ”Ausgrabung” (Excavație). | Muzeul Național al Unirii, Alba Iulia | Cimec    |
|      | Comandantul Darabant din Regimentul 50 Infanterie în uniforma militară Autor: Dumitru Ciumbrudean                                                                | Datare: 1917 Dimensiuni: 13x8 cm Material: hârtie fotografică Agfa                                               | Comandantul Darabant din Regimentul 50 Infanterie în uniforma militară, la poalele munților italieni, în timpul campaniei din 1917; la partea superioară, cu cerneală neagră: ”feldkmdt [Feldkommandant] Darabant”. | Muzeul Național al Unirii, Alba Iulia | Cimec    |
|      | Adăpost militar în munții italieni Autor: Dumitru Ciumbrudean | Datare: 1917 Dimensiuni: 13x8 cm Material: hârtie fotografică Agfa                                               | Adăpost militar în munții italieni, construit din lemn, cu camuflaj din saci de nisip și gudron și protecție din sârmă ghimpată pentru protejarea soldaților de atacurile armatei inamice. | Muzeul Național al Unirii, Alba Iulia | Cimec    |
|      | Capelă în pădure Autor: Dumitru Ciumbrudean | Datare: 1917 Dimensiuni: 13x8 cm Material: hârtie fotografică Agfa                                               | Capelă construită din bârne de lemn, cu acoperiș camuflat cu frunziș, într-o pădure din munții italieni; capela a fost dedicată Fecioarei Maria, pe fronton, meșterul capelei a „scris” din crengi de lemn „Ave Maria”; la partea inferioară, cu cerneală neagră: ”Waldcapelle” (capelă în pădure). | Muzeul Național al Unirii, Alba Iulia | Cimec    |
|      | Clădiri distruse de bombardament Autor: Dumitru Ciumbrudean | Datare: 1917 Dimensiuni: 8,5x13 cm Material: hârtie fotografică Agfa                                             | Clădiri masive construite din piatră din Italia, distruse în urma unui bombardament din timpul conflictului din Primul Război Mondial, într-o localitate în care s-a aflat și Regimentul 50 Infanterie de la Alba Iulia; în colțul din stânga o capela și un soldat care stă de strajă. Capela și clădirile din jur sunt descrise în Jurnalul de front la ziua de 22 februarie și localizate la Cano di Satto (Dumitru Ciumbrudean, Jurnal de război 1914-1918, București, Editura Politică, 1969, p. 303). | Muzeul Național al Unirii, Alba Iulia | Cimec    |
|      | Avion militar Autor: Dumitru Ciumbrudean | Datare: 1917 Dimensiuni: 8x13 cm Material: hârtie fotografică Agfa                                               | Avion militar aflat la sol, la marginea unei păduri din munții Italiei păzit de soldați; la partea superioară, cu cerneală negră: ”Flugzeug” (avion). | Muzeul Național al Unirii, Alba Iulia | Cimec    |
|      | Ofițer al Regimentului 50 Infanterie Autor: Dumitru Ciumbrudean                                                                                                  | Datare: 1917 Dimensiuni: 8,5x13 cm Material: hârtie fotografică Agfa                                             | Unul dintre ofițerii Regimentului 50 Infanterie într-un moment de răgaz, într-o panoramă oferită de clădiri din zona muntoasă italiană; în fundal, pe crestele înalte, iarna a lăsat încă munții înzăpeziți. | Muzeul Național al Unirii, Alba Iulia | Cimec    |
|      | Locotenet-colonel Mihaly, Regimentul 50 Infanterie Autor: Dumitru Ciumbrudean                                                                                    | Datare: 1917 Dimensiuni: 13,5x9 cm Material: hârtie fotografică Agfa                                             | Unul dintre ofițerii Regimentului 50 Infanterie într-un moment de răgaz în fața unui adăpost militar construit pe frontul italian în anul 1917; locotenet colonelul apare gata pregătit pentru luptă, fiind echipat cu cască, binoclu și masca de gaze; în colțul superior dreapta, cu cerneală neagră ”Oblnt Mihaly” [Oberstleutnant] (locotenet-colonel Mihaly). | Muzeul Național al Unirii, Alba Iulia | Cimec    |
|      | Ofițer al Regimentului 50 Infanterie Autor: Dumitru Ciumbrudean                                                                                                  | Datare: 1917 Dimensiuni: 14x9 cm Material: hârtie fotografică Agfa                                               | Unul dintre ofițerii Regimentului 50 Infanterie într-un moment de răgaz într-un cadru natural oferit de zona împădurită a Italiei; poartă echipamentul necesar momentului de luptă: casca, binoclu, la șold baionetă. | Muzeul Național al Unirii, Alba Iulia | Cimec    |
|      | 20 de Militari ai Regimetului 50 Infanterie din Alba Iulia pe frontul din Italia, 1917 Autor: Dumitru Ciumbrudean                                                | Datare: 1917 Dimensiuni: 8,5x13 cm Material: hârtie fotografică Agfa                                             | 20 de Militari ai Regimetului 50 Infanterie din Alba Iulia aflați în anul 1917 pe frontul italian al Primului Război Mondial în echipamentul de luptă specific infanteriei; în fundal, de o parte și de alta a trupei, palmieri. | Muzeul Național al Unirii, Alba Iulia | Cimec    |
|      | Ofițeri ai Regimentului 50 Infanterie Autor: Dumitru Ciumbrudean                                                                                                 | Datare: 1917 Dimensiuni: 13,5x8,5 cm Material: hârtie fotografică Agfa                                           | Ofițeri ai Regimentului 50 Infanterie într-un moment de răgaz într-o panoramă oferită de zona muntoasă, pe frontul italian din Primului Război Mondial. | Muzeul Național al Unirii, Alba Iulia | Cimec    |
|      | Infanterist al armatei austro-ungare, în munții italieni, pregătit de atac Autor: Dumitru Ciumbrudean                                                            | Datare: 1917 Dimensiuni: 14,5x9 cm Material: hârtie fotografică Agfa                                             | Infanterist al armatei austro-ungare aflat într-o zonă stâncoasă din munții italieni, pregătit de atac. Poartă echipamentul specific de front: centură, cartușiere, raniță, boionetă, pușca Steyr Mannlicher ridicată deasupra capului. | Muzeul Național al Unirii, Alba Iulia | Cimec    |
|      | Soldat din Regimentul 50 Infanterie de la Alba Iulia, în echipament de front Autor: Dumitru Ciumbrudean                                                          | Datare: 1917 Dimensiuni: 13,5x8,5 cm Material: hârtie fotografică Agfa                                           | Soldat din Regimentul 50 Infanterie de la Alba Iulia, în echipament de front, cu decorația pe piept, pe culmea unui deal din zona frontului italian. | Muzeul Național al Unirii, Alba Iulia | Cimec    |
|      | Piazza Castello Autor: C. Ringegni | Datare: 1916-17 Dimensiuni: 14 x 9 cm Material: carton                                                           | Vedere generală a Pieței Castello, cu parcul în prim plan și clădiri în plan secund; pe verso este consemnat editorul cărții poștale și seria, cu litere și cifre tiparite de culoare neagră: ”34192 Propr. Ris. C. Ringegni”; fostul proprietar al cărții poștale a notat cu cerneală albastră: ”Avezzano înainte de a fi distrus/ Pop Corneliu, Vad-Făgăraș” | Muzeul Național al Unirii, Alba Iulia | Cimec    |
|      | Vedere panoramică: Avezzanno 1915 | Datare: ianuarie 1915 Dimensiuni: 14x9 cm Material: carton                                                       | Vedere generală asupra orașului Avezzano: clădirile, bisericile, zona muntoasă. În colțul din dreapta sus, cu litere negre, tipărite: ”Avezzano - Panorama. Prima del terremonto del 13 gennaio 1915” (Avezzano, panoramă, înaintea cutremurului din 13 ianuarie 1915); pe verso: în locul timbrului: ”Stampate in Italia”, jos: ”STA 33873”, ”Censura-Terni 29-8-917”, pe verso, fostul proprietar al cărții poștale a notat cu cerneală albastră: ”Orașul Avezzano unde am fost internați. Lagărul de internare a prizonierilor români în Italia / Pop Constantin, Vad-Făgăraș”. | Muzeul Național al Unirii, Alba Iulia | Cimec    |
|      | Căutarea victimelor printre ruine după bombardament | Datare: după 31 ianuarie 1915 Dimensiuni: 14x9 cm Material: carton                                               | Căutarea victimelor în orașul Avezzano distrus de cutremur. Oameni căutând printre dărâmături după supraviețuitori. În partea dreapta, pe verticală, cu litere negre, tipărite: ”Avezzano – Alla ricerca delle vittime”; pe verso: în locul timbrului: ”Stampate in Italia”, jos: ”STA 35246”, ”Censura-Terni 29-8-917”, pe verso, fostul proprietar al cărții poștale a notat cu cerneală albastră: ” Pop Corneliu, Vad-Făgăraș / Avezzano distrus de cutremur”. | Muzeul Național al Unirii, Alba Iulia | Cimec    |
|      | Serbare: Legionarii români din Italia, dans popular | Datare: între anii 1918-1919 Dimensiuni: 14x9 cm Material: carton                                                | Formația de călușari a Legiunii Române din Italia, treisprezece călușari în costume populare specifice dansului; pe verso, fostul proprietar al cărții poștale a notat cu cerneală albastră: „Pop Corneliu, Vad-Făgăraș / Legionarii români din Italia [l]a diferite serbări.” | Muzeul Național al Unirii, Alba Iulia | Cimec    |
|      | Legionarii români în Italia | Datare: între anii 1918-1919 Dimensiuni: 10x7,5 cm Material: carton                                              | Patru dintre voluntarii români care au format Legiunea română din Italia, în uniformele armatei austro-ungare. Pe verso sunt consemnate numele acestora de către fostul proprietar al fotografiei, cu cerneală albastră: „Pop Corneliu. Vad-Făgăraș / Gridan Gheorghe din Comana de Jos, Nemeș Aurel din Voila, Ganea Constantin din Lisa, Pop Corneliu din Vad”. | Muzeul Național al Unirii, Alba Iulia | Cimec    |
|      | Românul nu piere, Legiunea română din Italia: steagul Autor: Danesi                                                                                              | Datare: octombrie 1918 Dimensiuni: 14x9 cm Material: carton                                                      | Carte poștală de propagandă tipărită la Roma pentru românii aflați în lagărele de prizonieri. Imaginea și textul sunt sugestive: un soldat purtând flamura tricoloră românească, cu simbolul regalității și textul „Românul nu piere”, iar în fundal un țăran-soldat, ținând în mână o pușcă, pe o culme de munte; la partea inferioară alăturarea steagurilor celor două țări: Italia și România și a stemelor regale, cu textele: ”LEGIONE ROMENA, ITALLA OTTOBRE MCMXVIII”, pe verso, texte bilingve, tipărite, cu culoare maro: ”LEGIONE ROMENA IN ITALA și LEGIUNEA ROMÂNĂ DIN ITALIA”; cu cerneală albastră”Suvenire de la legiu. Români veniți din Italia” / Pop Corneliu / Vad-Făgăraș”. | Muzeul Național al Unirii, Alba Iulia | Cimec    |
|      | Hartă aeriană, frontul din N-V Italiei și frontiera cu Austria                                                                                                   | Datare: în jurul anului 1916 Dimensiuni: 14x9 cm Material: carton                                                | Hartă a teatrului de război de la granița cu Italia, în care sunt marcate în amănunt localitățile, cu detalierea formelor de relief, a căilor de acces și a altitudinii vârfurilor muntoase. La marginea de jos a imaginii un text în limba germană: ”Vogelschaukarte des Kriegsschauplatzes an der italienischen Grenze”; pe verso, cu cerneală albastră o însemnare a vechiului proprietar: ”Frontul Italiei la 10.X 1916 / Pop Corneliu, Vad-Făgăraș”. Marcă: 324 E.P. &Co A.-G., L. | Muzeul Național al Unirii, Alba Iulia | Cimec    |
|      | Sublocotenentul Pop Corneliu în uniformă de alpin (infanterist de munte) al armatei italiene                                                                     | Datare: iulie 1918 Dimensiuni: 14x9 cm Material: hârtie fotografică                                              | Sublocotenentul Pop Corneliu în uniformă de alpin (infanterist de munte) al armatei italiene, cu centură și cuțit de luptă la brâu. Apare reprezentat în picioare, într-un cadru natural; pe verso, cu cerneală albastră: ”Zona de războiu Italia, iulie 1918 / Pop Corneliu/ Vad Făgăraș”. | Muzeul Național al Unirii, Alba Iulia | Cimec    |
|      | Panorama câmpului de concentrare a prizonierilor (Avezzano 1916-1918) Autor: Editura Carlo Maggi                                                                 | Datare: 1916-1918 Dimensiuni: 28x9 cm Material: carton                                                           | Vederea generală a lagărului de prizonieri de război din Avezzano din timpul Primului Război Mondial (Italia), cu clădirile și anexele acestuia; în fundal zona muntoasă (Munții Velino și Salviano); la partea superioară un text tipărit: ”Panorama del Campo di Concentrazione del Prigioneri”; pe verso, cu litere și cifre negre: ”Stampate in Italia” și 41225 Edit. Carlo Maggi – Avezzano / Visto R. Sottprefettura-Terni-16-4-917”. Pe verso o ștampilă rotundă cu inscripția: ”GAZETA ILUSTRATĂ. REVISTĂ LUNARĂ” și o altă cu litere albastre a fostului deținător al fotografiei (directorul revistei Gazeta Ilustrată): „Petru Borteș”. | Muzeul Național al Unirii, Alba Iulia | Cimec    |
|      | Grupul de case din Vâlceaua Rio Freddo punct de sprijin pt. Compania tehnică a Regimentului 50 Infanterie din Alba Iulia Autor: Dumitru Ciumbrudean              | Datare: 1916 Dimensiuni: 13,5x8,5 cm Material: hârtie fotografică                                                | Grupul de case construite din piatră în vâlceaua Riofreddo, la poalele muntelui Cimone. La partea inferioară cu cerneală neagră: Domșafalu” (Satul lui Domșa). Explicația denumirii fotografiei o găsim pe verso-ul acesteia, scrisă cu cerneală albastră, în limba română, alături de un text în limba maghiară: ”Grupul de case aflător în vâlceaua Riofredo la poalele Muntelui Cimone fiind transformat de către Compania tehnică într-un punct de sprijin fortificat, primește denumirea de satul lui Domșa drept recunoștință oferită comandantului acestei companii căpitan Domșa Victor din partea comandamentului Edehveiss Divizion în a cărui subordine se găsea și Regimentul 50 Infanterie din Alba Iulia”. | Muzeul Național al Unirii, Alba Iulia | Cimec    |
|      | Ofițeri ai Legiunii Române din Italia, Batalionul 27, cu ocazia sfințirii drapelelor                                                                             | Datare: 1919 Dimensiuni: 10x8cm Material: hârtie fotografică                                                     | Grup de ofițeri români ai Batalionului 27 în echipamentul armatei italiene, cu ocazia sfințirii steagurilor Legiunii Române la Avezzano. pe verso ștampilă rotundă, un text cu inscripția (cu negru): ”GAZETA ILUSTRATĂ CLUJ. REVISTĂ LUNARĂ” și o alta cu numele fostului proprietar, director al revistei Gazeta Ilustrată: ”PETRU BORTEȘ”. | Muzeul Național al Unirii, Alba Iulia | Cimec    |
|      | Ofițeri ai Legiunii Române din Italia, Batalionul 27, cu ocazia sfințirii drapelelor                                                                             | Datare: 1919 Dimensiuni: 10x8cm Material: hârtie fotografică                                                     | Legionarii Batalionului 27 jucând hora în jurul drapelului român și italian în orașul Avezzano, acompaniați de viori. pe verso ștampilă rotundă, un text cu inscripția (cu negru): ”GAZETA ILUSTRATĂ CLUJ. REVISTĂ LUNARĂ” și o alta cu numele fostului proprietar al fotografiei (director al Gazetei Ilustrate): ”PETRU BORTEȘ”. | Muzeul Național al Unirii, Alba Iulia | Cimec    |
|      | Barăcile prizonierilor. Avezzano 1916-1918 Autor: Editura Carlo Maggi                                                                                            | Datare: 1916-1918 Dimensiuni: 14x9 cm Material: carton                                                           | Întrarea în lagărul prizonierilor de război din Primul Război Mondial de la Avezzano (Italia), cu santinelele lagărului la partea superioară, un text tipărit: ”Avezzano- Ingresso di braccamenti dei prigioneri” (Avezzano- Intrarea în închisoarea prizonierilor). Pe verso o ștampilă rotundă, cu inscripția (cu litere de culoare neagră): ”GAZETA ILUSTRATĂ /CLUJ/ REVISTĂ LUNARĂ” și o alta cu numele fostului proprietar (director al Gazetei Ilustrate) : ”PETRU BORTEȘ”. | Muzeul Național al Unirii, Alba Iulia | Cimec    |
|      | Barăcile prizonierilor. Avezzano 1916-1918 Autor: Fototipia Alterocca Terni                                                                                      | Datare: 1916-1918 Dimensiuni: 14x9 cm Material: carton                                                           | Barăcile de lemn în care erau cazați prizonierii armatei asutro-ungare în noul lagăr din Avezzano: clădiri din lemn, soldați și populația civilă. În partea de sus, un text tipărit: ”La nuova Avezzano- 1 primi baraccamenti”. Pe verso: ”35467/Fototipia Alterocca –Terni/Reproduzione interdetta”. Pe verso o ștampilă rotundă, cu inscripția (cu litere de culoare neagră): ”GAZETA ILUSTRATĂ /CLUJ/ REVISTĂ LUNARĂ” și o alta cu numele fostului proprietar (director al revistei Gazeta Ilustrată): ”PETRU BORTEȘ” | Muzeul Național al Unirii, Alba Iulia | Cimec    |
|      | Plecarea în patrie a Batalionului 28 în frunte cu comandantul italian căpitanul Franchini (Avezzano, 24 nov. 1919)                                               | Datare: 24 noiembrie 1919 Dimensiuni: 6x5 cm Material: hârtie fotografică                                        | Ofițeri și soldați ai Batalionului 28 la Avezzano, echipați în uniformele armatei italiene se pregătesc pentru drumul spre casă. Sunt însoțiți de doi stegari – unul poartă steagul românesc, celălalt steagul italian. pe verso ștampilă rotundă, un text cu inscripția (cu albastru): ”GAZETA ILUSTRATĂ CLUJ. REVISTĂ LUNARĂ” și o alta cu numele fostului proprietar (director al revistei Gazeta Ilustrată): ”PETRU BORTEȘ”. | Muzeul Național al Unirii, Alba Iulia | Cimec    |
|      | Plecarea în patrie a Batalionului 28 în frunte cu comandantul italian căpitanul Franchini (Avezzano, 24 nov. 1919)                                               | Datare: 24 noiembrie 1919 Dimensiuni: 8x5 cm Material: hârtie fotografică                                        | Soldați și ofițeri ai Legiunii române din Italia – Batalionul 28 - complet echipați în uniformele armatei italiene pregătiți pentru repatriere. Alături de ei doi stegari, cu drapelele Italiei și României; de pe marginea drumului sunt priviți de copii. Pe verso ștampilă rotundă, un text cu inscripția (cu albastru): ”GAZETA ILUSTRATĂ CLUJ. REVISTĂ LUNARĂ” și o alta cu numele fostului proprietar (director al revistei Gazeta Ilustrată): ”PETRU BORTEȘ”. | Muzeul Național al Unirii, Alba Iulia | Cimec    |
|      | Plecarea în patrie a Batalionului 28 în frunte cu comandantul italian căpitanul Franchini (Avezzano, 24 nov. 1919)                                               | Datare: 24 noiembrie 1919 Dimensiuni: 7,5x4cm Material: hârtie fotografică                                       | Soldați și ofițeri ai Legiunii române din Italia – Batalionul 28 -, complet echipați în uniformele armatei italiene pregătiți pentru repatriere. Alături de ei doi stegari, cu drapelele Italiei și României; de pe marginea drumului un copil. Pe verso ștampilă rotundă, un text cu inscripția (cu albastru): ”GAZETA ILUSTRATĂ CLUJ. REVISTĂ LUNARĂ” și o alta cu numele fostului proprietar (director al revistei Gazeta Ilustrată): ”PETRU BORTEȘ”. | Muzeul Național al Unirii, Alba Iulia | Cimec    |
|      | Plecarea în patrie a Batalionului 28, în frunte cu comandantul italian căpitanul Franchini (Avezzano, 24 nov. 1919)                                              | Datare: 24 noiembrie 1919 Dimensiuni: 8x4cm Material: hârtie fotografică                                         | Soldați și ofițeri ai Legiunii române din Italia – Batalionul 28 -, complet echipați în uniformele armatei italiene pregătiți pentru repatriere. Alături de ei stegari, cu drapelele Italiei și României. În fruntea batalionului se afla căpitanul italian Franchini. Pe verso ștampilă rotundă, un text cu inscripția (cu albastru): ”GAZETA ILUSTRATĂ CLUJ. REVISTĂ LUNARĂ” și o alta cu numele fostului proprietar (director al revistei Gazeta Ilustrată): ”PETRU BORTEȘ”. | Muzeul Național al Unirii, Alba Iulia | Cimec    |
|      | Militari ai Batalionului 28 la întoarcerea în patrie (apare Petru Borteș și Aron Cotruș)                                                                         | Datare: între anii 1919 Dimensiuni: 11x7,7cm Material: carton                                                    | Patru dintre voluntarii Legiunii Române din Italia, în costumele armatei italiene, pe vapor, în drumul spre casă, pe Canalul Corint; pe verso, cu creionul sunt consemnate numele a trei dintre legionari: „Drencea, Cotruș, Borteș”. pe verso ștampilă rotundă, un text cu inscripția (cu negru): ”GAZETA ILUSTRATĂ CLUJ. REVISTĂ LUNARĂ” și o alta cu nuemele fostului proprietar: ”PETRU BORTEȘ”. | Muzeul Național al Unirii, Alba Iulia | Cimec    |
|      | Locuința prizonierilor români (Cosenza, Calabria) | Datare: 1918-1919 Dimensiuni: 21,5x15,5cm Material: hârtie fotografică                                           | Panoramă din Cosenza, cu clădirile care adăposteau o parte din ofițerii români ai armatei austro-ungare care au fost luați prizonieri în timpul Primului Război Mondial. Pe verso ștampilă rotundă, un text cu inscripția (cu negru): ”GAZETA ILUSTRATĂ CLUJ. REVISTĂ LUNARĂ” și o alta cu nuemele fostului proprietar: ”PETRU BORTEȘ”. | Muzeul Național al Unirii, Alba Iulia | Cimec    |
|      | Prizonieri români în Italia | Datare: între anii 1918-1919 Dimensiuni: 21,5x15,5cm Material: hârtie fotografică                                | Un grup de prizonieri români, în uniforme militare se întorc de la baie, unii ținând pe brațe prosoape albe; alături de ei civili (copii). Pe verso ștampilă rotundă, un text cu inscripția (cu negru): ”GAZETA ILUSTRATĂ CLUJ. REVISTĂ LUNARĂ” și o alta cu nuemele fostului proprietar: ”PETRU BORTEȘ”. | Muzeul Național al Unirii, Alba Iulia | Cimec    |
|      | Defilarea foștilor legionari din Italia | Datare: 8 mai 1932 Dimensiuni: 22x14cm Material: hârtie fotografică                                              | Foștii voluntari al Legiunii Române din Italia, în timpul congresului anual. Defilarea din Piața Clujului din 8 mai 1832, cu steagul legiunii. Pe verso ștampilă rotundă, un text cu inscripția (cu negru): ”GAZETA ILUSTRATĂ CLUJ. REVISTĂ LUNARĂ” și o alta cu nuemele fostului proprietar: ”PETRU BORTEȘ”. | Muzeul Național al Unirii, Alba Iulia | Cimec    |
|      | Defilarea foștilor legionari din Italia | Datare: 8 mai 1932 Dimensiuni: 24x14cm Material: hârtie fotografică                                              | Defilarea din piața Clujului a foștilor voluntari ai Legiunii române din Italia întruniți în Congres la Cluj, în 8 mai 1932. Pe verso ștampilă rotundă, un text cu inscripția (cu negru): ”GAZETA ILUSTRATĂ CLUJ. REVISTĂ LUNARĂ” și o alta cu nuemele fostului proprietar: ”PETRU BORTEȘ”. | Muzeul Național al Unirii, Alba Iulia | Cimec    |
|      | Foștii legionari din Italia | Datare: 8 mai 1932 Dimensiuni: 28,5x21cm Material: hârtie fotografică                                            | Întâlnirea de la Cluj din 8 mai 1932 a foștilor membri ai Legiunii Române din Italia. În prim-plan personalități importante ale Românei interbelice: gen. Ioan Prodan, Florian Medrea, Sebastian Bornemisa, Iuliu Hațegan. Pe verso ștampilă rotundă, un text cu inscripția (cu negru): ”GAZETA ILUSTRATĂ CLUJ. REVISTĂ LUNARĂ” și o alta cu nuemele fostului proprietar: ”PETRU BORTEȘ”. | Muzeul Național al Unirii, Alba Iulia | Cimec    |
|      | Ordinul permanent nr. 1 al Comandei Regimentului nr. 2 din cadrul Legiunii Române din Italia                                                                     | Datare: 23 ianuarie 1919 Dimensiuni: 31x21 cm Material: hârtie                                                   | Comandantul Regimentului 2 al Legiunii Române din Italia, colonelul Giusti, prin ordinul de zi nr. 1 din Genzano, la 23 ianuarie, avansează în grad – în urma curajului dovedit în bătăliile purtate alături de alpinii italieni – 19 voluntari: George Neamțu, Corneliu Pop, Ștefan Merlaș, Nicolae Floca, Pirțiu Remus, Remus Ghiaja, Petru Maniu, Leonte Rusu, Mircea Pintea, Ioan Totoiu, Mircea Balomiri, Aureliu Nemeș, Alexandru Negrea, Lazăr Ceteraș Viorel Frățilă, Alexiu David, Gheorghe Mașoiu, Ilarie Bălușescu, Aurel Bozdoc. | Muzeul Național al Unirii, Alba Iulia | Cimec    |
|      | Ordinul permanent nr. 109 al comandei Regimentului 2 aspiranți au fost promovați sublocotenenți                                                                  | Datare: 15 martie 1919 Dimensiuni: 30,5x20,5 cm Material: hârtie                                                 | Comandantul Regimentului 2 al Legiunii Române din Italia, colonelul Giusti, prin ordinul de zi nr. 1 din Genzano, la 23 ianuarie, avansează în grad – în urma curajului dovedit în bătăliile purtate alături de alpinii italieni – 19 voluntari: George Neamțu, Corneliu Pop, Ordinul permanent nr. 109 al comandantului Regimentului 2 al Legiunii Române din Italia, în care colonelul Giusti înaintează la gradul de sublocotenent 10 voluntari: Dumitru Chihulca, Petru Maniu, George Bârsan, Romulus Secoșan, George Răchita, Corneliu Pop, Emilian Popa, Nicolae Precup, George Biriș, Savu Avram. | Muzeul Național al Unirii, Alba Iulia | Cimec    |
|      | Proces-verbal de constituire a Comitetului de acțiune al românilor din Transilvania, Banat și Bucovina (19 iunie 1918)                                           | Datare: 19 iunie 1918 Dimensiuni: 30,5x20,5 cm Material: hârtie                                                  | Comandantul Regimentului 2 al Legiunii Române din Italia, colonelul Giusti, prin ordinul de zi nr. 1 din Genzano, la 23 ianuarie, avansează în grad – în urma curajului dovedit în bătăliile purtate alături de alpinii italieni – 19 voluntari: George Neamțu, Corneliu Pop, Procesul verbal al ședinței desfășurate în Cittaducale, la 19 iunie 1918,prin care ofițerii români din armata austro-ungară aflați în prizonierat în Italia au pus bazele Comitetului de acțiune al românilor din Transilvania, Banat și Bucovina. Scopul comitetului a fost acela de a organiza prizonierii români în legiuni care să lupte alături de armata italiană împotriva Puterilor Centrale. Obiectivele comitetului sunt prezentate în 6 puncte. La finalul celei de a 3-a file și pe ultima sunt 71 de semnături originale ale participanților la ședință. | Muzeul Național al Unirii, Alba Iulia | Cimec    |
|      | Jurământul lui Ionel Rișca din Ocna Mureș, sublocotenent al Legiunii Române din Italia                                                                           | Datare: 8 iulie 1917 Dimensiuni: 13,5x8,5 cm Material: hârtie                                                    | Jurământul lui Ionel Ricșa din Ocna Mureș, sublocotenent în Legiunea Română din Italia depus la Roma, în 16 octombrie 1918, prin care se angaja, în prezența lui Simion Mândrescu și a Comitetului de acțiune al românilor să servească „cu cinste și credință ca ostaș în Legiunea Română, care luptă alături de armata italiană împotriva Austro-Ungariei și a aliaților acesteia” – formulat tipărit cu text bilingv, cu spații pentru completarea datelor de identificare a celui care depunea jurământul (nume, numele părinților, gradul din armata austro-ungară, semnătura, data, semnătura președintelui Comitetului de acțiune). | Muzeul Național al Unirii, Alba Iulia | Cimec    |
|      | Scrisoare semnată de un grup de prizonieri români din Italia cerând concentrarea lor și formarea unităților de voluntari                                         | Datare: 8 iulie 1917 Dimensiuni: 21x13,5cm Material: hârtie                                                      | Jurământul lui Ionel Ricșa din Ocna Mureș, sublocotenent în Legiunea Română din Italia depus la Roma, în 16 octombrie 1918, prin care se angaja, în prezența lui Simion Mândrescu și a Comitetului de acțiune al românilor să servească „cu cinste și credință ca Nouă ofițeri români din armata austro-ungară luați prizonieri în urma luptelor de pe frontul italian, aflați în lagărul din Terrasini solicită autorităților militare italiene permisiunea de a se înrola și a lupta pentru armata română; de asemenea a li se permite a fi vizitați de un membru al ambasadei României din Italia, pentru a transminte intențiile ofițerilor și soldaților români de a lupta pentru România. Pe ultima filă textul telegramei trimisă Ambasadei României. Ofițerii semnatari ai apelului: Ioan Câmpean, Dimitrie Cordoș, Emil Cotuțiu, Ștefan Bitnei, Eusebiu Gemenariu, Ioachim Obadă, Ovidiu Cantor, Mircea Diaconovici, George Monția. | Muzeul Național al Unirii, Alba Iulia | Cimec    |
|      | Adresă a principelui Sigismund Báthori către oficialitățile comitatului Cluj Autor: Cancelaria princiară transilvăneană                                          | Datare: 31 mai 1595 Dimensiuni: 32,3x22,7 cm Material: hârtie filigran                                           | Principele Sigismund Bathori solicită oficialităților comitatului Cluj să intervină pentru retrocedarea moșiei Omboz, dota Elisabetei Hosdati, pe care soțul său defunct o zălogise lui Nicolaus Ombozi; documentul a fost autentificat prin aplicarea sigiliului princiar timbru sec, cu diametrul de 4,3 cm. Fără semnături autografe. | Muzeul Național al Unirii, Alba Iulia | Cimec    |
|      | Adresă către împărăteasa Maria Teresia a Tabulei Judiciare transilvănene Autor: Tabula Judiciară Transilvăneană                                                  | Datare: 11 decembrie 1741 Dimensiuni: 33x21 cm; 3 file r-v Material: hârtie filigran                             | Oficialitățile Tabulei Judiciare anunță împărătesei Maria Teresia punerea în aplicare a solicitărilor făcute în numele său printr-o adresă datată Kis Kend, 6 decembrie 1741, reprodusă integral în transumpt, în legătură cu procesul de moștenire dintre familiile Was de Țaga și Pongratz de Lipto Szent Miklos et Ovar; documentul a fost autentificat prin aplicarea a două sigilii personale, în ceară roșie, cu diametrul de 2 cm. Semnături autografe: Simon Borș și Paulus Bonyhai, scribi și notari jurați ai Tabulei. | Muzeul Național al Unirii, Alba Iulia | Cimec    |
|      | Adresă a generalului Francisc Carolus de Zollenstein către oficialitățile comitatului Târnava Autor: Cancelaria gubernială transilvăneană                        | Datare: 11 noiembrie 1703 Dimensiuni: 30,7x24,5 cm; 1 filă Material: hârtie                                      | Generalul Franciscus Carolus de Zallenstein comunică autorităților comitatului Târnava cotele de grâu, ovăz și fân ce trebuiau predate pentru întreținerea armatei, precum și cuantumul restanțelor acestora, solicitând urgentarea predării lor. Semnături autografe: generalul Franciscus Carolus de Zollenstein. | Muzeul Național al Unirii, Alba Iulia | Cimec    |
|      | Transumpt al unui testament Autor: Conventul mănăstirii Sfintei Fecioare Maria din Cluj-Mănăștur                                                                 | Datare: Sâmbăta dinaintea duminicii Rogationum 1699 Dimensiuni: 31,5x20 cm; 4 file r-v Material: hârtie filigran | Conventul din Cluj-Mănăștur, la solicitarea împăratului Leopold I datată Cluj, 29 martie 1699, emite un transumpt după actul testamentar al lui Benedict Seredi de Nagyfalu datat Görtsen / Gârceiu, 3 ianuarie 1659, prin care erau testate soției, Barbara Uylaki, și sorei, Seredi Anna, o serie de moșii situate în comitatele Solnocul de Mijloc (Gârceiu, Brebi, Popeni și Mojgrad) și Szabolcs; se face referire la expediția în Polonia a principelui Gheorghe Rakoczi II; documentul a fost autentificat prin aplicarea sigiliului conventului, timbru sec, cu diametrul de 3,6 cm. Semnături autografe: asistentul Prohâszka Ignatz. | Muzeul Național al Unirii, Alba Iulia | Cimec    |
|      | Transumpt al anchetei asupra Colegiului reformat din Alba Iulia, organizat la cererea catolicilor în anul 1700 Autor: Cancelaria princiară transilvăneană        | Datare: 17 august 1700 Dimensiuni: 31,6x20,1 cm; 6 file r-v Material: hârtie filigran                            | Documentul conține în transumpt procesele verbale ale anchetelor desfășurate în 6 august 1700 și 12 august 1700, referitoare la introducerea în colegiul reformat din Alba lulia, la sugestia iezuiților, a soldaților imperiali și la daunele suferite prin demolarea unora dintre construcțiile care compuneau complexul școlar; actele au fost solicitate de Sigismundus Korda de Boros Jeno și Stephanus Comaromi, profesori la Colegiul "Bethlen" din Aiud, în numele întregii comunități reformate din Transilvania; documentul a fost autentificat prin aplicarea sigiliului imperial, timbru sec, cu diametrul de 7 cm. Semnături autografe: protonotarul loannes Sárosi. | Muzeul Național al Unirii, Alba Iulia | Cimec    |
|      | Adresă a palatinului Ungariei, Paul Eszterházi, către răsculații curuți (copie)                                                                                  | Datare: Sec. XVIII Dimensiuni: 31,6x20,5 cm; 2 file r-v Material: hârtie filigran                                | Documentul este o copie a unei adrese către capii răscoalei curuților, expediată de palatinul Ungariei, Paul Eszterházi, la 15 mai 1705 din Viena, prin care îi avertizează că, apelând la o asemenea soluție, nu libertatea ci ruina patriei vor obține. Fără semnături autografe. | Muzeul Național al Unirii, Alba Iulia | Cimec    |
|      | Adresa către toate oficialitățile din Ungaria și Părțile sale anexe, prin care se anunță decesul împăratului Leopold I (copie)                                   | Datare: Sec. XVIII Dimensiuni: 31,6x20,5 cm; 2 file r-v Material: hârtie                                         | Documentul conține copia adresei împăratului losif I către toate oficialitățile din Ungaria și Părțile sale anexe, datată Viena, 14 mai 1705, prin care este anunțat decesul împăratului Leopold I, întâmplat la 5 mai 1705, atenționând că de acum întreaga supunere i se cuvine lui, în calitate de succesor legitim; fără a o spune direct, documentul este o chemare la încetarea răscoalei curuților. Fără semnături autografe. | Muzeul Național al Unirii, Alba Iulia | Cimec    |
|      | Adresă a guvernatorului Haller către oficialitățile scaunelor secuiești Ciuc, Gurghiu și Cason Autor: Cancelaria gubernială transilvăneană                       | Datare: 18 iunie 1753 Dimensiuni: 21,8x34,3 cm; 3 file Material: hârtie filigran                                 | Este solicitată întărirea pazei la granițele Moldovei și Țării Românească și verificarea strictă a celor care practică transhumanța, recomandându-se o carantină de 40 de zile, din cauza zvonurilor despre o epidemie ce acționa în teritoriul turcesc; documentul a fost autentificat prin aplicarea sigiliului împărătesei, timbru sec, cu diametrul de 7,2 cm, astăzi lipsă. Semnături autografe: guvernatorul Haller, secretarul Adalbertus Somlyai. | Muzeul Național al Unirii, Alba Iulia | Cimec    |
|      | Adresă a guvernatorului Haller către oficialitățile scaunelor secuiești Ciuc, Gurghiu și Cason Autor: Cancelaria gubernială transilvăneană                       | Datare: 6 iunie 1753 Dimensiuni: 23,5x35,5 cm; 2 file Material: hârtie filigran                                  | Se anunță convocarea Dietei pentru 2 august 1753, la Sibiu, cu obligativitatea participării celor îndreptățiți; documentul a fost autentificat prin aplicarea sigiliului împărătesei, timbru sec, cu diametrul de 7,2 cm, astăzi lipsă. Semnături autografe: guvernatorul Haller, secretarul Adalbert Somlyai. | Muzeul Național al Unirii, Alba Iulia | Cimec    |
|      | Confirmare de proprietate Autor: Cancelaria voievodală a Țării Românești                                                                                         | Datare: 1666 aprilie Dimensiuni: 26,5x40 cm Material: hârtie                                                     | Radu, voievodul Țării Românești (1665-1669), îi confirmă lui Istrate Stolnicul din Ogolești proprietatea asupra moșiei din satul Opătești; documentul a fost autentificat cu un sigiliu timbrat cu diametrul de 5,5 cm, astăzi lipsă. Semnături autografe: Radu, voievodul Țării Românești (1665-1669). | Muzeul Național al Unirii, Alba Iulia | Cimec    |
|      | Scrisoare de introducere în posesiunea unor proprietăți Autor: Cancelaria princiară transilvăneană                                                               | Datare: 10 mai 1589 Dimensiuni: 32,5x41,5 cm Material: hârtie filigran                                           | Principele Sigismund Báthori confirmă intrarea în stăpânire, prin testament, a lui Ștefan Warfalvi de Warfalva și a soției sale, Catharina Zilagyzegyi, asupra posesiunilor Csombord și Olah Akna din comitatul Alba; documentul a fost autentificat prin aplicarea sigiliului princiar, timbru sec, cu diametrul de 3,3 cm. Semnături autografe: principele Sigismund Báthori. | Muzeul Național al Unirii, Alba Iulia | Cimec    |
|      | Diplomă Autor: Cancelaria princiară transilvăneană | Datare: 2 iunie 1682 Dimensiuni: 68x55 cm Material: pergament                                                    | Mihai Apafi, principele Transilvaniei, îi înnoiește lui Joannes Bálint din Vârfurile (județul Hunedoara) calitatea nobiliară, deoarece documentele care o probau fuseseră pierdute în timpul incursiunilor turcești din anii anteriori; ca recompensă pentru meritele militare i se dă dreptul de a purta ca blazon un scut de culoare albastră în al cărui câmp de vede un bărbat îmbrăcat de asemenea în albastru, ținând în mâna stângă o lance, iar în dreapta o sabie; documentul a fost autentificat cu sigiliul princiar, atârnat, imprimat în ceară roșie și așezat într-o capsulă de lemn. Semnături autografe: principele Mihai Apafi, secretarul Francisc Lugosi și notarul congregației noboiliare a comitatului Hunedoara-Zarand - Apaczai Csere Thomas. | Muzeul Național al Unirii, Alba Iulia | Cimec    |
|      | Diplomă Autor: Cancelaria imperială din Viena | Datare: 13 august 1720 Material: pergament                                                                       | Împăratul Carol al VI-Jea, ținând cont de scrisoarea de eliberare din iobăgie dată de Michael Georgots de Várad lui Igna, Petru și Nicolae Lucs, precum și de recomandările altor sfetnici ai săi, îi înnobilează pe cei trei frați, acordându-le dreptul de a purta blazon și scutindu-le de taxe pământul pe care îl aveau în posesiune în localitatea Lyjasza din Comitatul Zarand; documentul a fost autentificat cu sigiliul imperial, atârnat, astăzi lipsă. Semnături autografe: împăratul Carol al Vl-lea, baronul loannes losephus Bornemissza de Kászon, Georgius Balintith și losephus Mohácsi, notarul Comitatului Zarand. | Muzeul Național al Unirii, Alba Iulia | Cimec    |
|      | Confirmare de testament - copie Autor: Cancelaria princiară transilvăneană                                                                                       | Datare: Vinerea de după duminica Laetare, 1586 Dimensiuni: 31,6x11,7 cm Material: hârtie filigran                | Principele Sigismund Báthori, la solicitarea avocatului Lucas Trauzner de a i se elibera clientului său, nobilul Paul Balashazi de Thwson, aflat în proces cu nobilul Balthazar Kemény de Bwkeos în legătură cu moștenirea rămasă de pe urma lui Martin Teoreos, o copie de pe testamentul acestuia din urmă, confirmă autenticitatea actelor eliberate de concentul din Cluj-Mănătur (Mediaș, 1586). Documentul conține în transumpt solicitarea adresată conventului de principe în 25 septembrie 1584 de a se elibera copia după testament și răspunsul conventului din 29 septembrie 1584, care conține și copia testamentului, făcut în sâmbăta dinaintea duminicii Laetare a anului 1583. Actul a fost autentificat cu sigiliul princiar, timbru sec, cu diametrul de 3,2 cm, astăzi lipsă. Fără semnături autografe. | Muzeul Național al Unirii, Alba Iulia | Cimec    |
|      | Diplomă Autor: Cancelaria princiară transilvăneană | Datare: 1 iulie 1678 Dimensiuni: 69,6x54 cm Material: pergament                                                  | Principele Mihai Apafi îl înnobilează pe Martin Lakatos din Benic (județul Alba), acordându-i dreptul de a purta ca blazon un scut de culoare albastră în al cărui câmp se vede un bărbat îmbrăcat în armură, călărind un cal negru pe care îl ține cu mâna stângă de hățuri în timp ce cu dreapta manipulează o pușcă; documentul a fost autentificat prin aplicarea sigiliului princiar, atârnat, imprimat în ceară roșie și așezat într-o capsulă de lemn. Semnături autografe: principele Mihai Apafi, cancelarul Wolfgang Bethlen, secretarul Francisc Lugosi și Gregorius Szathmáryi, notarul adunării nobiliare a comitatului Alba. | Muzeul Național al Unirii, Alba Iulia | Cimec    |
|      | Principele Gheorghe Rákóczi I către judele și jurații târgului Sătmar Autor: Anturajul principelui Gheorghe Rákóczi I                                            | Datare: 8 ianuarie 1648 Dimensiuni: 31x20,5 cm; 2 file Material: hârtie filigran                                 | Principele Gheorghe Rákoczi I solicită trimiterea de delegați la Dieta celor 7 comitate constituind părțile anexe ale Principatului Transilvaniei, Dietă care urma să se desfășoare la Kașovia, cu ocazia morții împăratului romano- german; documentul a fost autentificat prin aplicarea sigiliului princiar, timbru sec, cu diametrul de 5 cm, pierdut. Semnături autografe: principele Gheorghe Rákoczi I. | Muzeul Național al Unirii, Alba Iulia | Cimec    |